# Cerámica azul y blanca

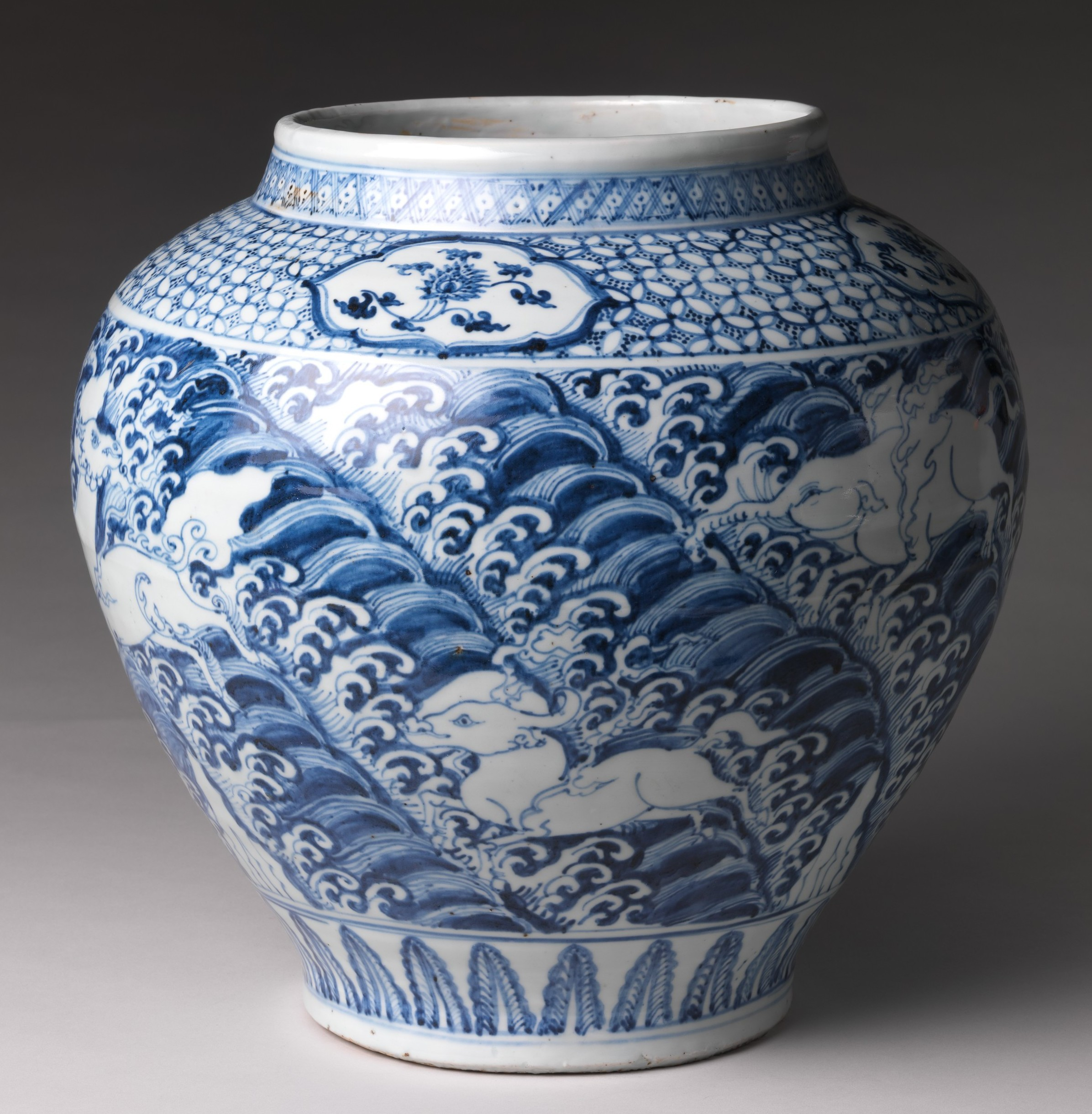
Jarra china azul y blanca, dinastía Ming, mediados del siglo XV

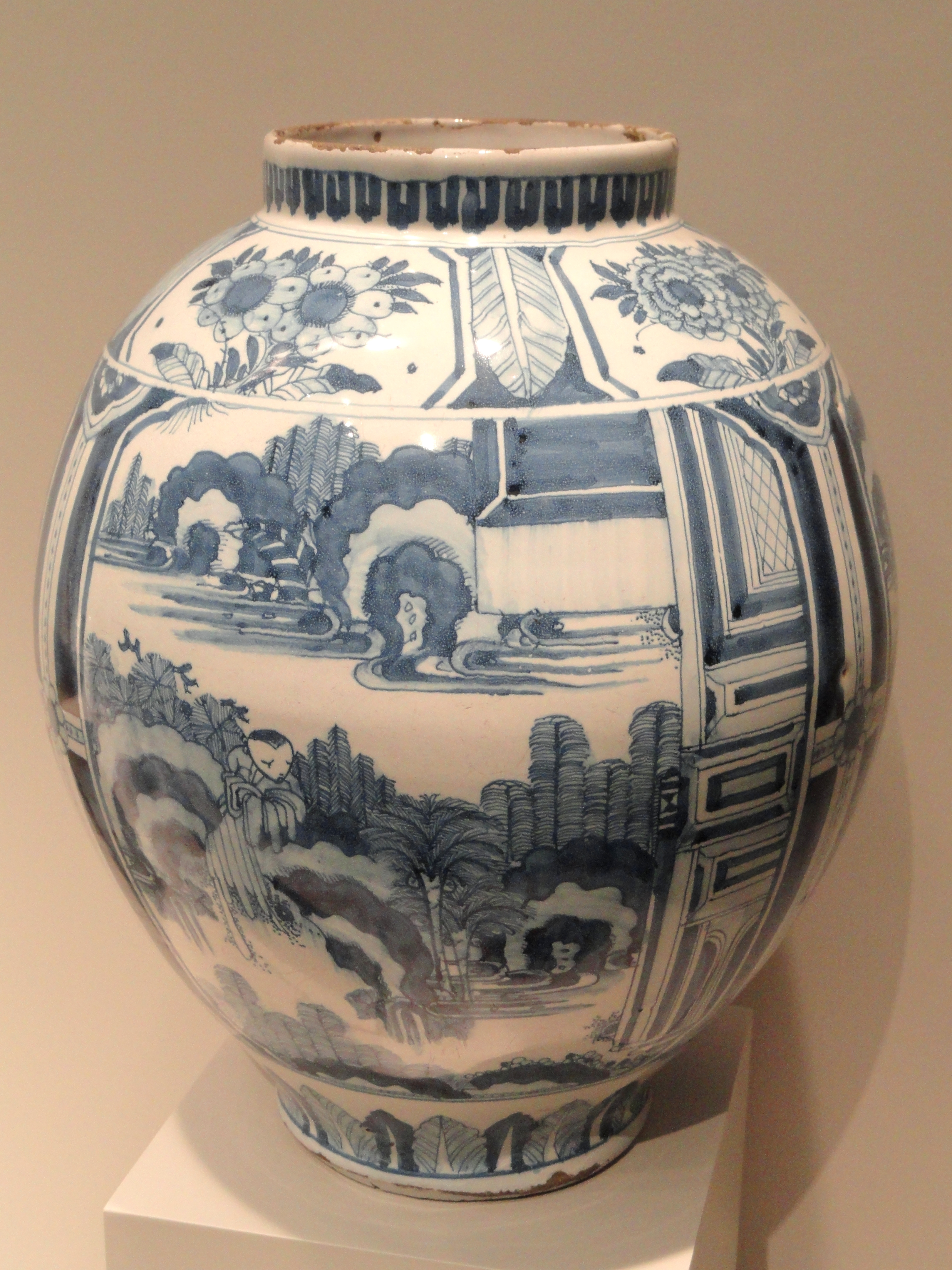
Jarrón holandés de Delft en estilo japonés, h. 1680

«Cerámica azul y blanca» (en chino, 青花; pinyin, qīng-huā; literalmente, ‘Flores/patrones azules’) se refiere a una amplia gama de cerámica y porcelana de color blanco decorado bajo cubierta con un pigmento azul, generalmente óxido de cobalto. La decoración se aplica habitualmente a mano, originalmente pintando con pincel, pero actualmente con estampado o impresión por transferencia, aunque se han usado también otros métodos de aplicación. El pigmento de cobalto es uno de los pocos que pueden soportar las altas temperaturas de cocido que se necesitan, particularmente para la porcelana, lo que en parte es responsable de su duradera popularidad. Históricamente, otros muchos colores requirieron decoración sobre cubierta y luego un segundo cocido a una temperatura inferior para fijarlo.  
El origen de este estilo decorativo se cree que está en Irak, donde artesanos de Basora buscaron imitar el gres chino blanco importado con su propia cerámica blanca con cobertura de estaño, y añadieron motivos decorativos en veladuras azules. Piezas «azules y blancas» de la época abasí se han encontrado en el Irak de hoy que datan del siglo IX, décadas después de la apertura de una ruta marítima directa desde Irak hasta China.
Más tarde, en China, se perfeccionó un estilo de decoración basado en formas vegetales sinuosas extendiéndose por todo el objeto y fue muy habitual su uso. La decoración azul y blanca empezó a usarse ampliamente en porcelana china en el siglo XIV, después de que el pigmento de cobalto para el azul empezara a ser importado de Persia. Fue ampliamente exportada, e inspiró cerámicas de imitación en la cerámica islámica, y en Japón, y más tarde cerámica vidriada europea como la cerámica de Delft y más tarde porcelana europea, después de descubrirse las técnicas en el siglo XVIII. La cerámica azul y blanca en todas estas tradiciones continúa produciéndose, en su mayor parte copiando estilos antiguos.

## Origen y desarrollo

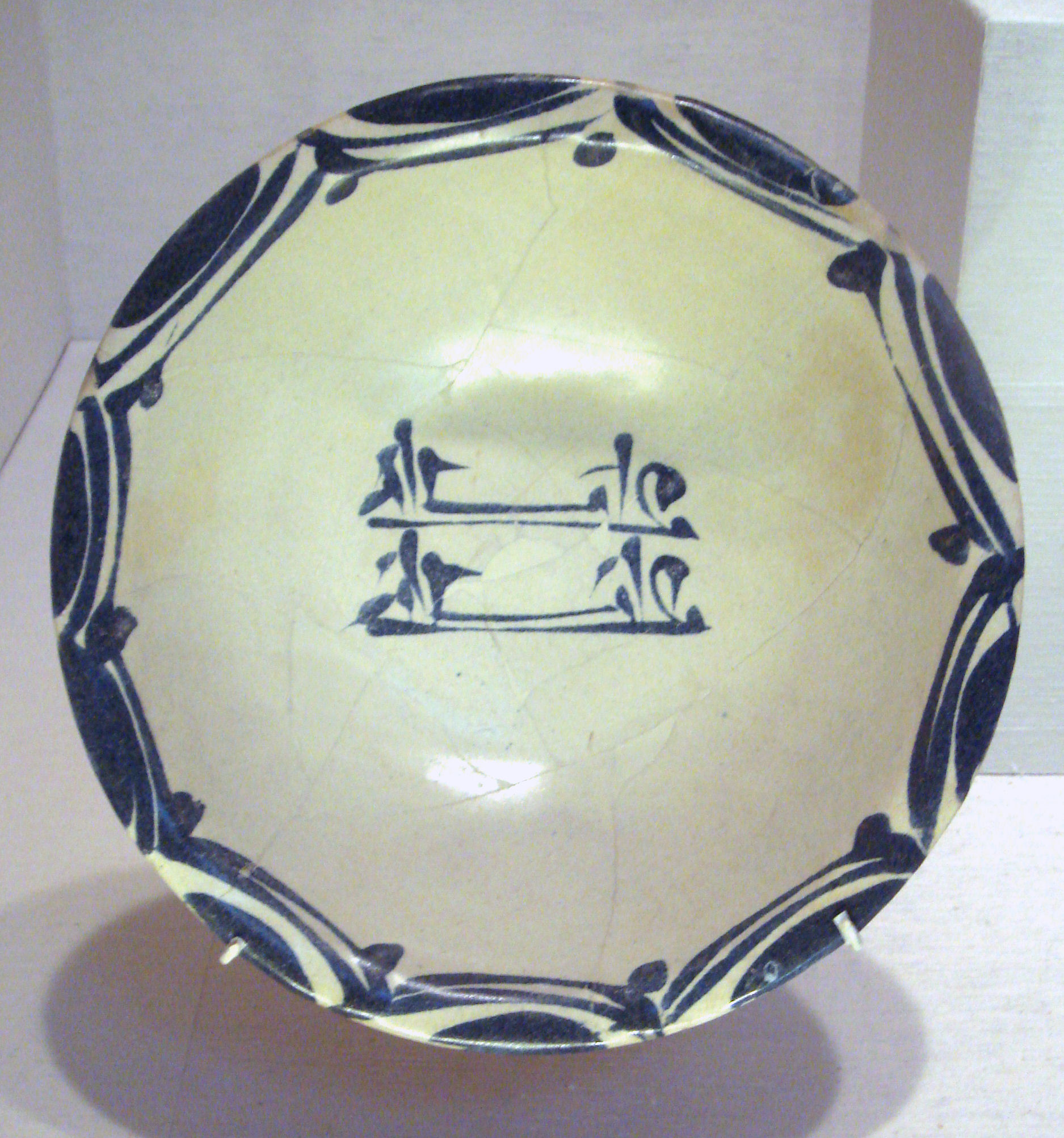
Loza islámica vidriada, con decoración azul y blanca, Irak, siglo IX. La caligrafía arábiga es ghibta, esto es, «felicidad».

Las coberturas azules se desarrollaron primero por los antiguos mesopotámicos para imitar el lapislázuli, que era una piedra muy apreciada. Más tarde, una cubierta azul cobalto se hizo popular en la cerámica islámica durante el califato abasí, época en la que el cobalto se obtenía cerca de Kashan, Omán, y el norte de Hejaz.

### Azul y blanco de las dinastías Tang y Song

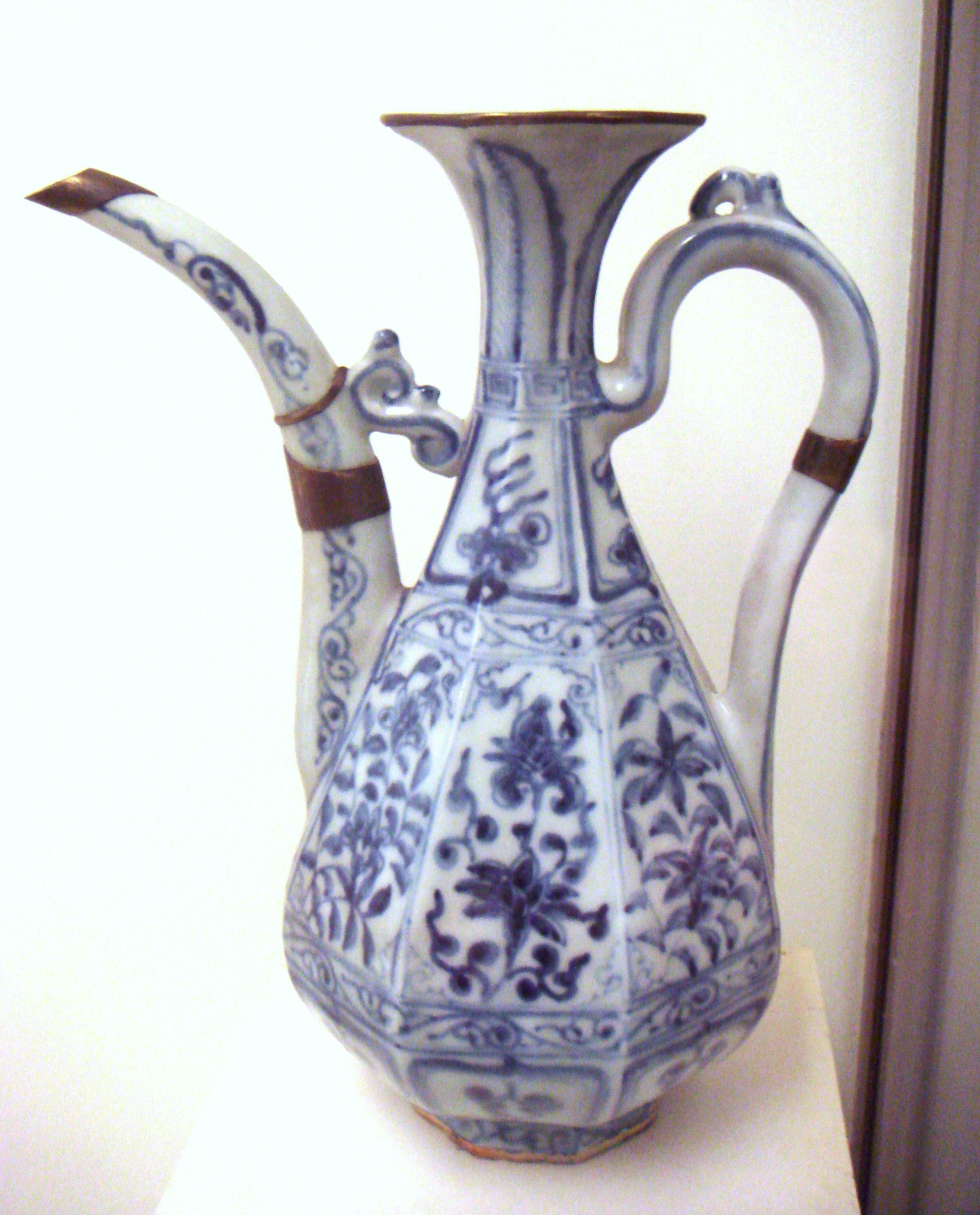
Porcelana china temprana azul y blanca, h. 1335, en la dinastía Yuan; cerámica Jingdezhen.

Las primeras cerámicas chinas azul y blancas se produjeron ya durante el siglo I en la provincia de Henán, China durante la dinastía Tang, aunque sólo se han descubierto fragmentos. El «azul y blanco» del período Tang es más raro que el de la dinastía Song y fue desconocido antes del año 1985. Las piezas Tang no son, sin embargo, de porcelana, sino más bien gres con un tinte blanco verdoso, usando pigmentos de azul cobalto. Las únicas tres piezas completas de «azul y blanco Tang» en el mundo se recuperaron en el naufragio de Belitung de Indonesia en 1998 y más tarde vendido a Singapur. Parece que la técnica se había olvidado durante varios siglos.
A principios del siglo XX, el desarrollo de la porcelana de Jingdezhen clásica en azul y blanco se databa de principios del periodo Ming, pero existe ahora un consenso en que este tipo de cerámica comenzó a hacerse alrededor de 1300-1320, y estaba ya completamente desarrollada a mediados de siglo, como demuestran los jarros David que datan de 1351, que son la piedra angular de esta cronología. Aún hay quien considera que estas tempranas piezas están mal datadas, y que de hecho se remontan al período Song del sur, pero la mayor parte de los estudiosos siguen rechazando este punto de vista.

### Desarrollo en elsigloXIV
A principios del siglo XIV, comenzó en Jingdezhen, a veces llamada la capital de la porcelana de China, la producción en masa de porcelana azul y blanca, fina y traslúcida. Este desarrollo se debió a la combinación de técnicas chinas y el comercio islámico. La nueva cerámica fue posible por la exportación de cobalto desde Persia (llamado Huihui qing, 回回青, «azul islámico»), combinado con la cualidad blanca traslúcida de la porcelana china, derivada del caolín. El azul cobalto se consideraba un recurso precioso, con un valor alrededor del doble del oro. Los motivos también se inspiraban en decoraciones islámicas. Un gran porcentaje de estas cerámicas azul y blancas se embarcaban después a los mercados del suroeste de Asia a través de los comerciantes musulmanes con sede en Guangzhou.
La porcelana azul y blanca china se cocía una vez: después de que secara el cuerpo de porcelana, se decoraba con refinado pigmento azul cobalto mezclado con agua y aplicado usando un pincel, se cubría con una cobertura clara y se cocía a alta temperatura. Desde el siglo XVI, se empezaron a desarrollar fuentes locales de azul cobalto, aunque el cobalto persa siguió siendo el más caro. La producción de cerámica azul y blanca ha continuado en Jingdezhen hasta el día de hoy. La porcelana azul y blanca realizada en Jingdezhen probablemente llegó a la cumbre de su excelencia técnica durante el reinado del emperador Kangxi de la dinastía Qing (r. 1661–1722).

## Evolución de la porcelana azul y blanca china

### sigloXIV
El verdadero desarrollo de la cerámica azul y blanca en China comenzó en la primera mitad del siglo XIV, cuando fue progresivamente reemplazada por la tradición que había durado ya siglos de (normalmente) porcelana china meridional de blanco azulado sin pintar, o Qingbai, así como cerámica ding procedente del norte. la mejor y seguramente la producción principal estaba en la porcelana de Jingdezhen de la provincia de Jiangxi. Ya había una tradición considerable de cerámica china pintada, principalmente representada en esa época por la popular cerámica de Cizhou de gres, pero esta no se usaba en la corte. Por primera vez en siglos el nuevo azul y blanco agradaba al gusto de los gobernantes mongoles de China. 
La cerámica azul y blanca también empezó a aparecer en Japón, donde fue conocida como sometsuke. Varias formas y decoraciones estuvieron muy influidas por China, pero más tarde desarrolló sus propias formas y estilos. 

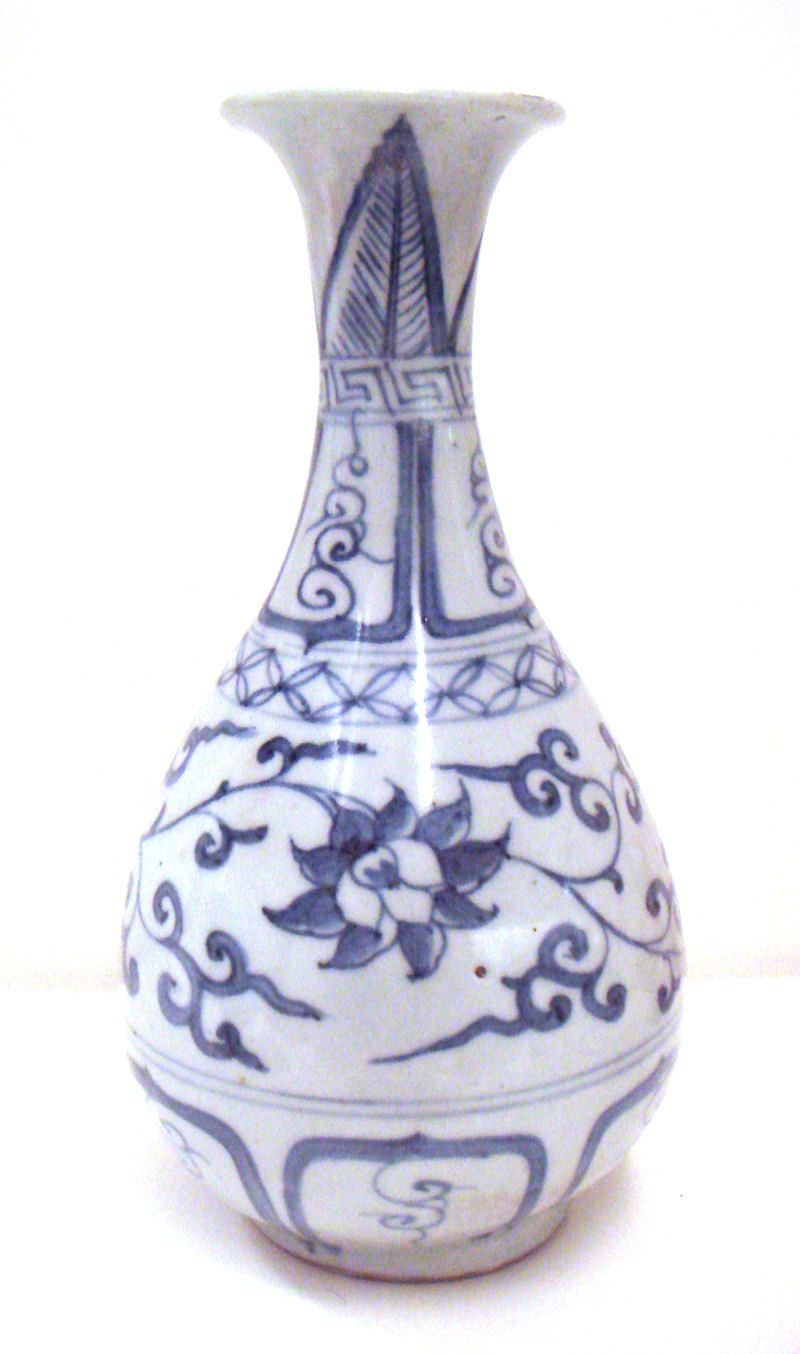
Temprana cerámica azul y blanca, primera mitad del siglo XIV, Jingdezhen.
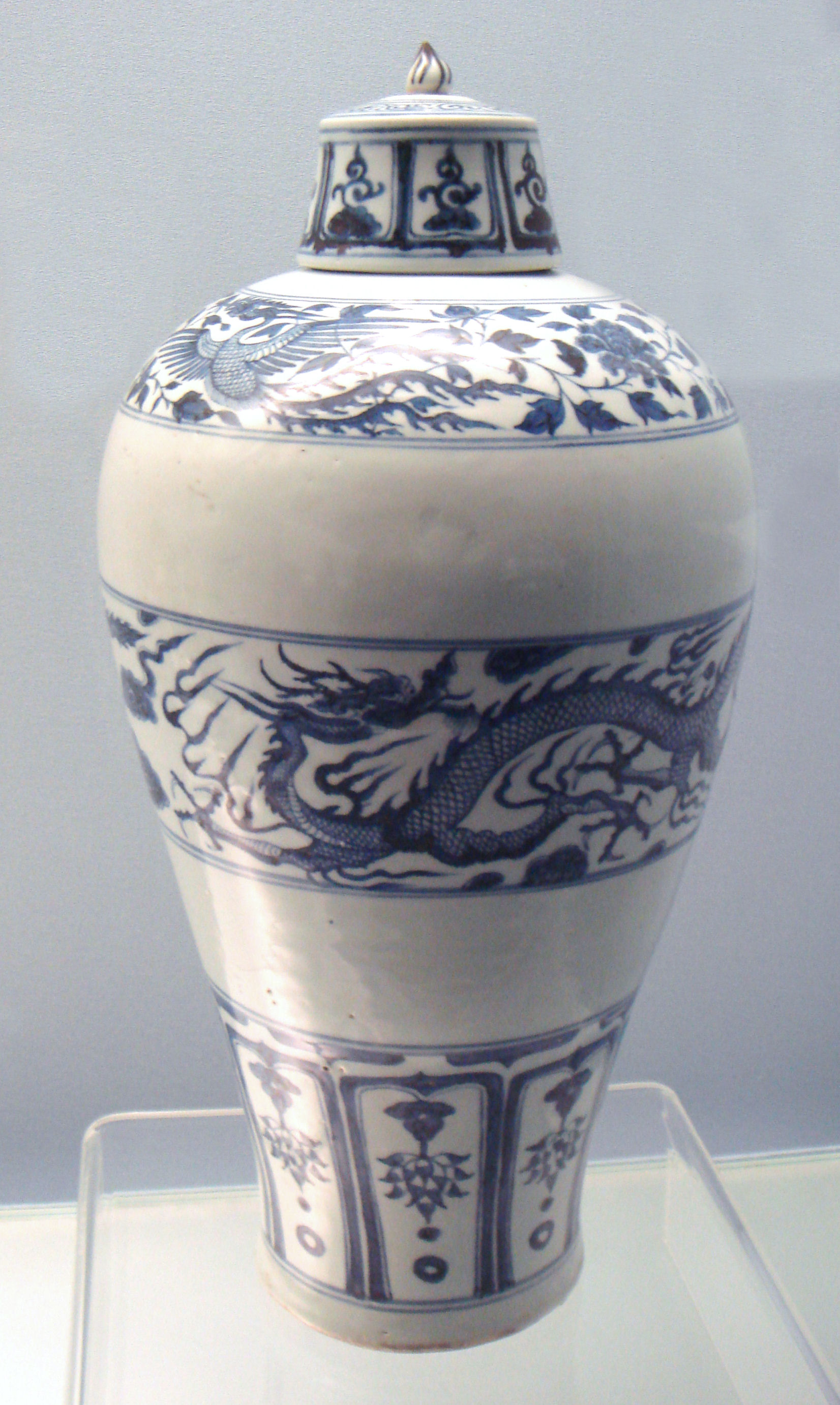
Jarro azul y blanco de la dinastía Yuan (1271-1368), Jingdezhen, descubierta en la provincia de Jiangxi.
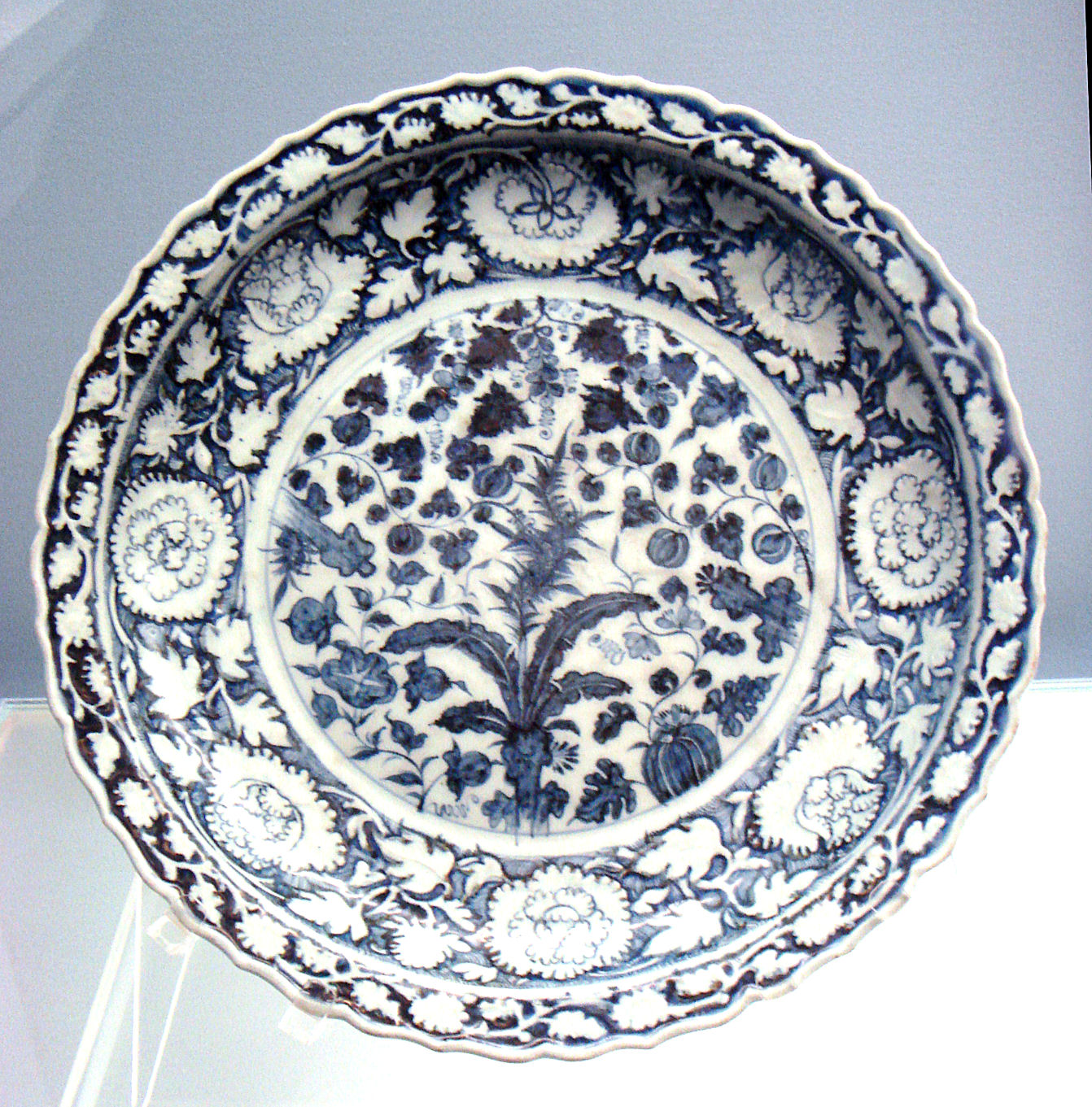
Plato azul y blanco, Jingdezhen, dinastía Yuan (1271-1368).
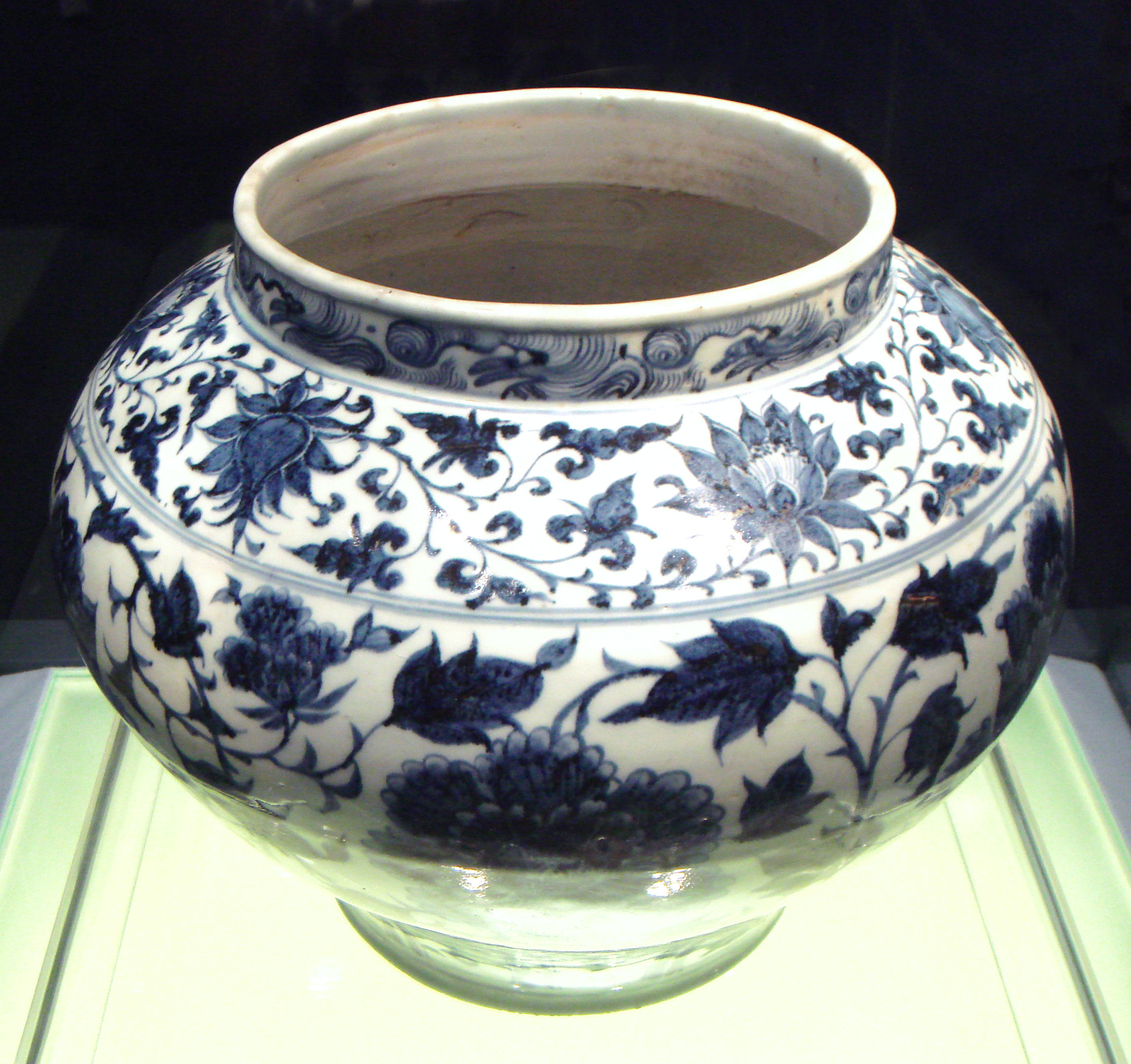
Tarro azul y blanco, Jingdezhen, dinastía Yuan (1271-1368).
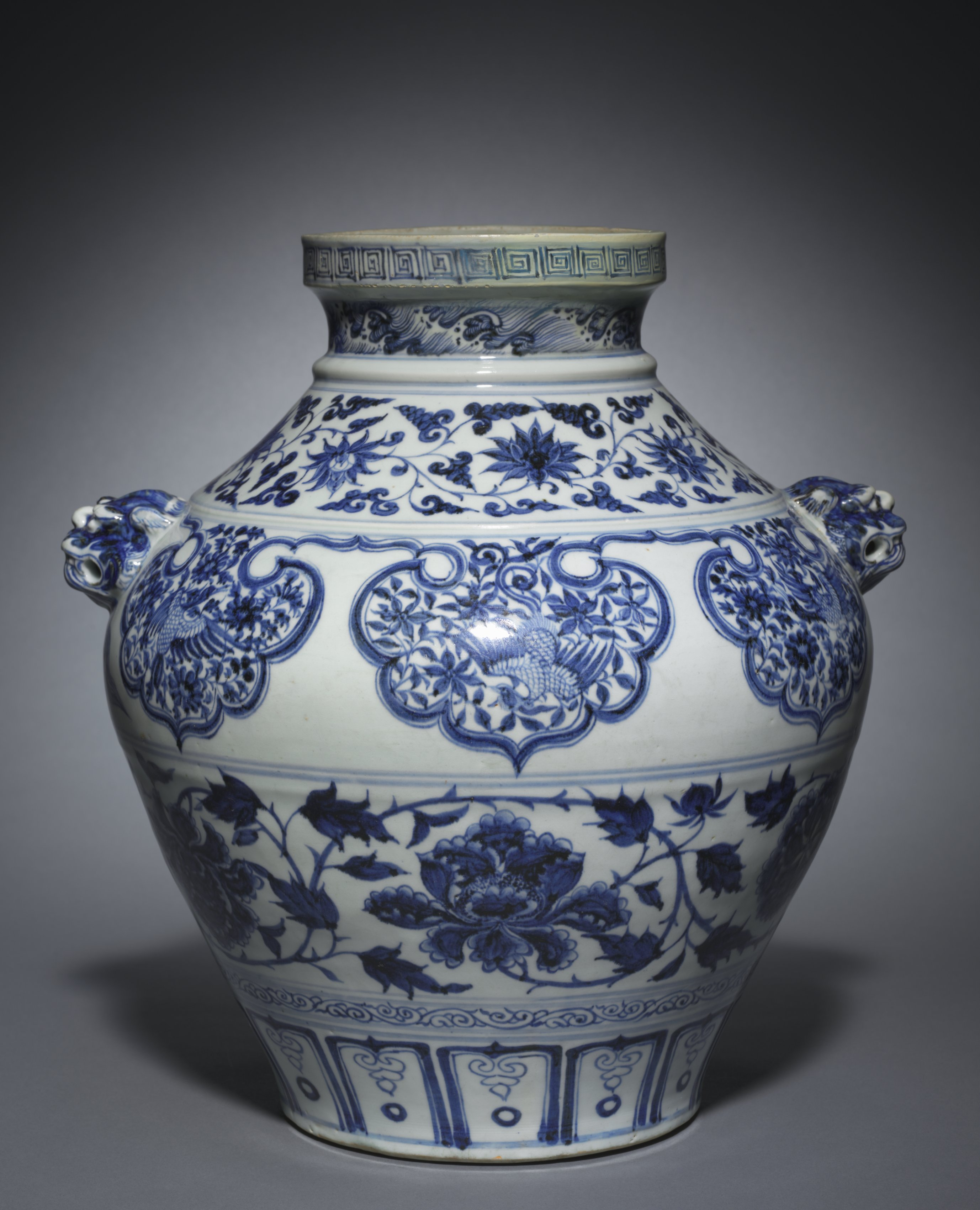
Jarro, antes de 1330

### sigloXV
Con el advenimiento de la dinastía Ming en 1368, la corte rechazó durante un tiempo la cerámica azul y blanca, especialmente bajo los emperadores Hongwu y Yongle, como obra de inspiración excesivamente extranjera. La porcelana azul y blanca sin embargo, alcanzó la prominencia con el emperador Xuande, y de nuevo se desarrolló a partir de ese momento. En este siglo se hicieron una serie de experimentos combinando un azul –y otros colores– bajo cubierta, tanto esmaltes bajo cubierta como sobre cubierta. Inicialmente los rojos de hierro y cobre fueron los más habituales, pero estos fueron mucho más difíciles de cocer de manera fiable que el azul cobalto, y produjeron un elevado porcentaje de cerámicas mal cocidas, donde un gris apagado reemplazaba al pretendido rojo. Semejantes experimentos siguieron a lo largo de los siglos posteriores, con las técnicas doucai y wucai combinando el azul bajo cubierta y otros colores sobre cubierta.   

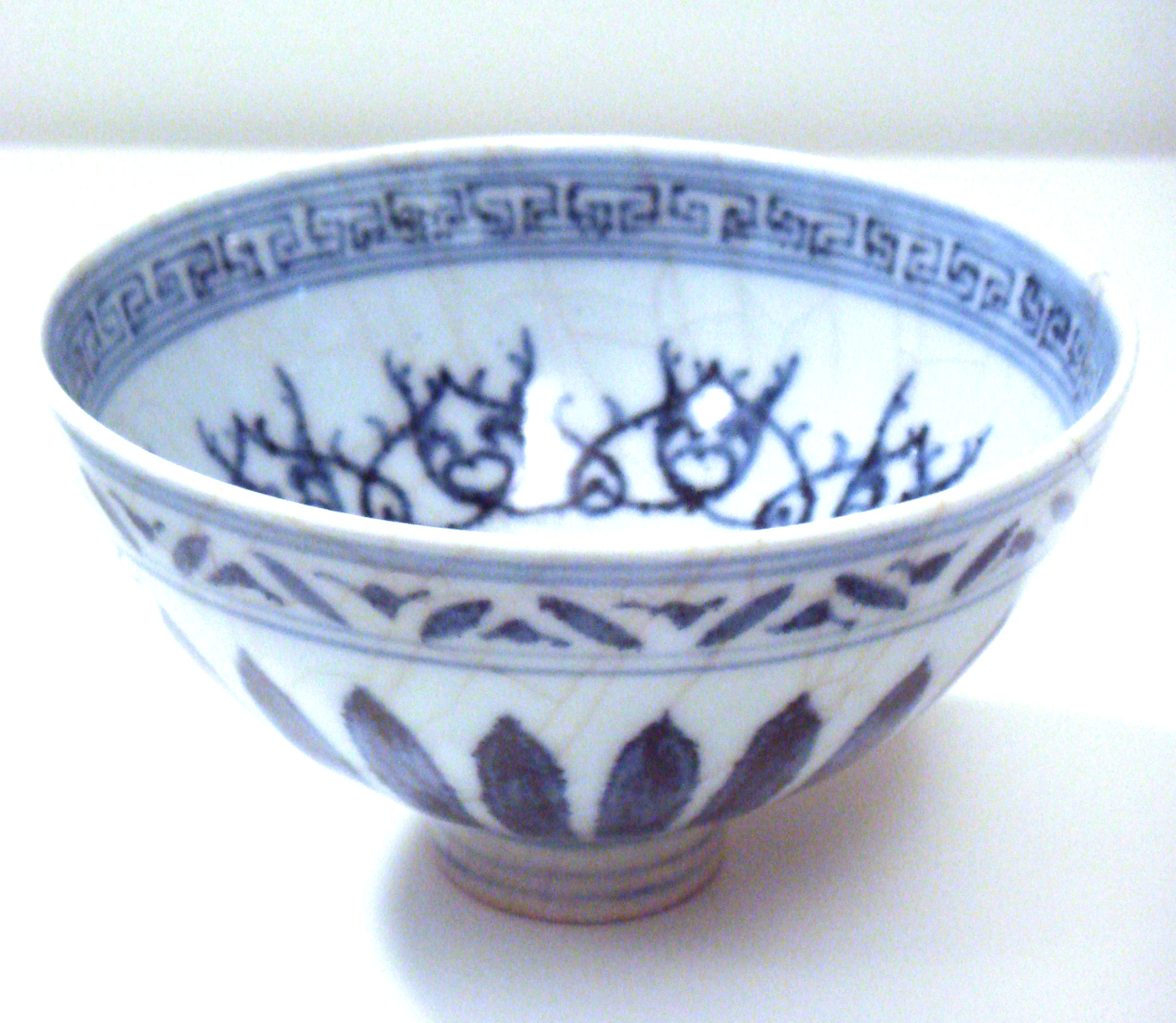
Bol azul y blanco, Jingdezhen, Ming Yongle (1403-1424).
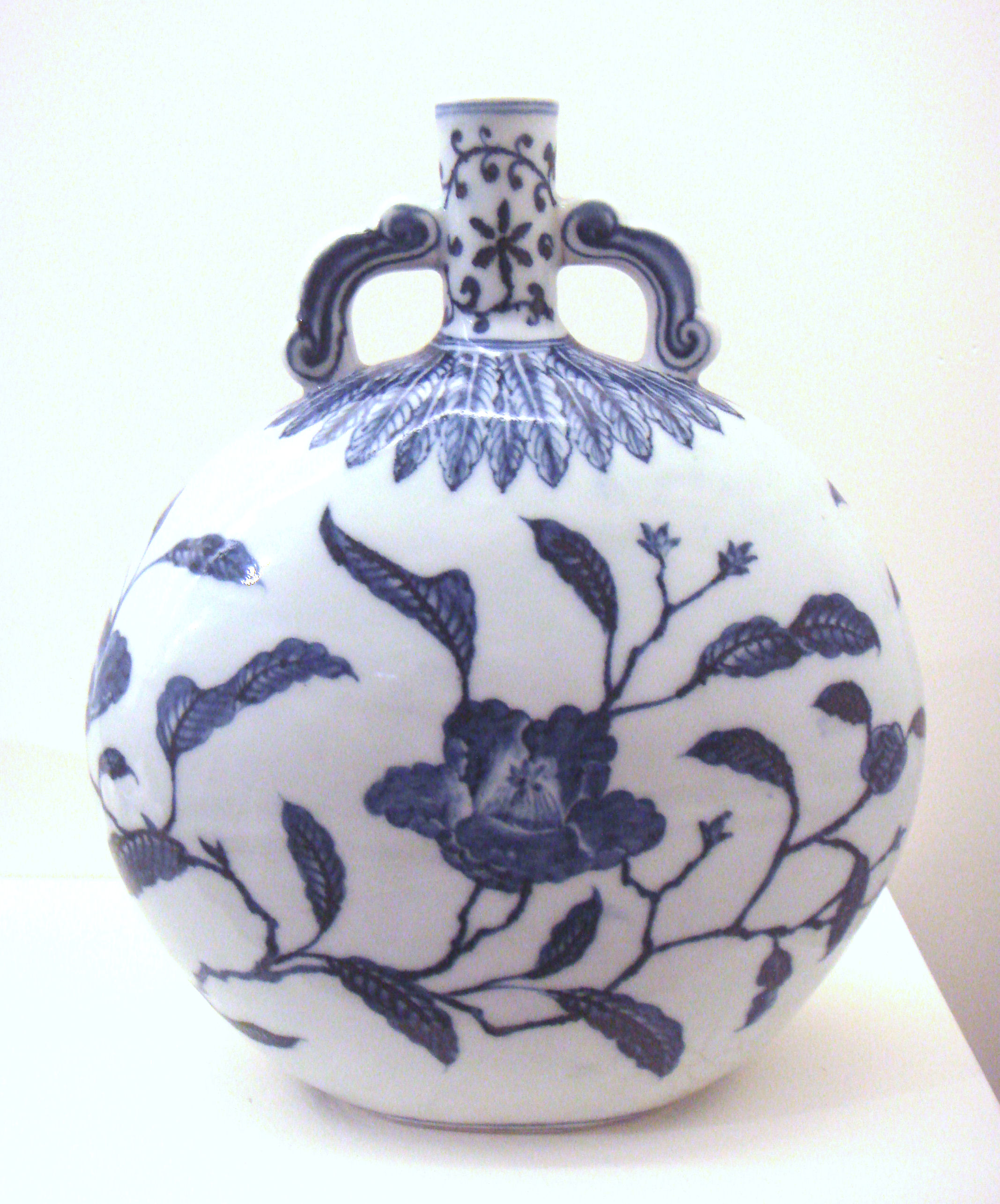
Tarro azul y blanco, Jingdezhen, Yongle Ming (1403-1424).
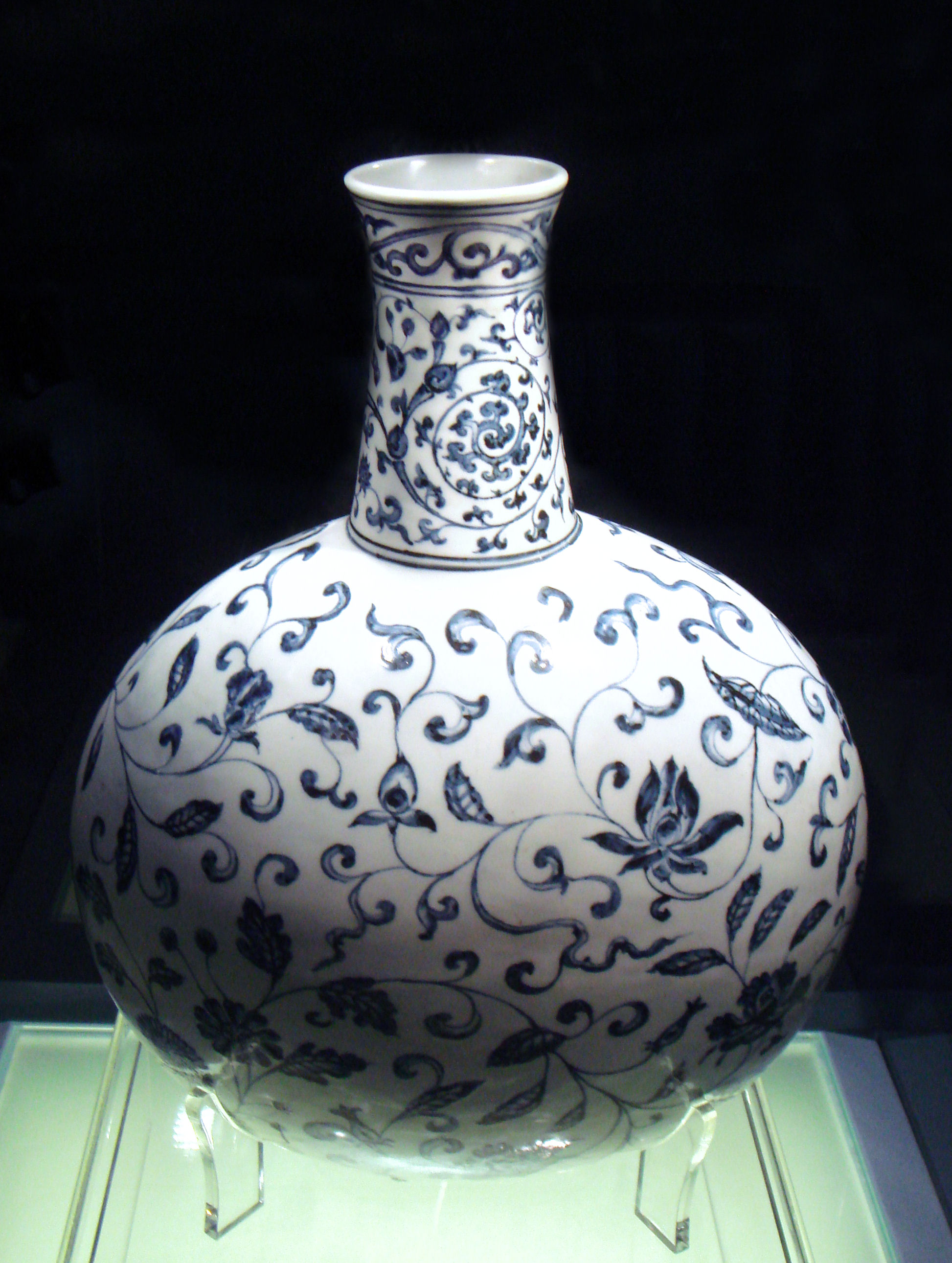
Jarro azul y blanco, Jingdezhen, emperador Yongle Ming (1403-1424).
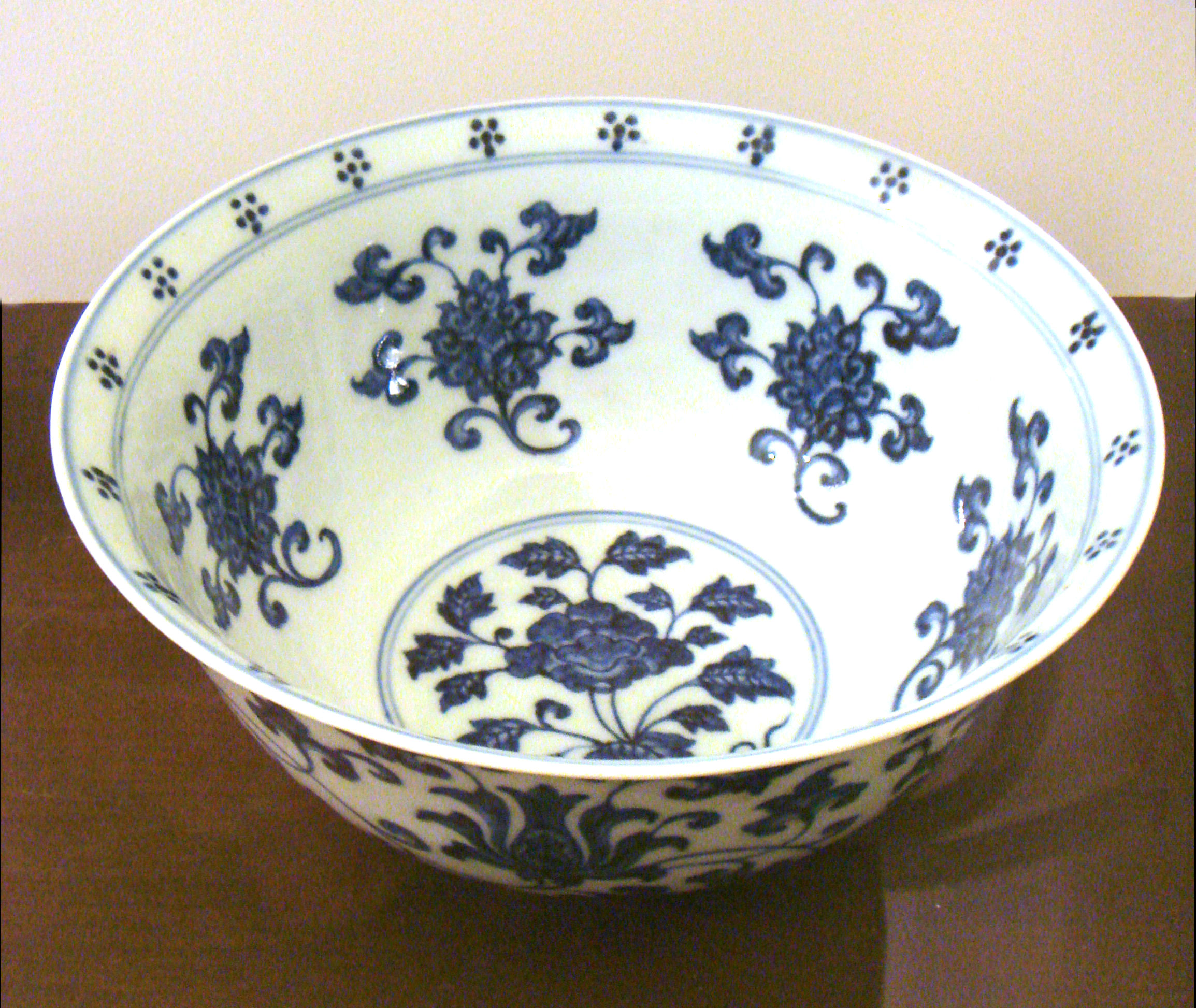
Azul y blanco, Ming Xuande (1426-1435).

### sigloXVI
Algunas cerámicas azules y blancas del siglo XVI estaban caracterizadas por influencias islámicas, como la cerámica del emperador Zhengde (1506–1521), que a veces llevaban inscripciones en persa y arábigo, debido a la influencia de los eunucos musulmanes que trabajaban en la corte.
A finales del siglo, se había desarrollado un gran comercio de porcelana china de exportación con Europa, y había desarrollado el llamado estilo porcelana kraak. Esto era por estándares chinos un estilo de bastante baja calidad pero vistoso, usualmente en azul y blanco, que se hizo muy popular en Europa, y puede verse en muchas pinturas de la Edad de Oro holandesa del siguiente siglo; pronto fue muy imitado localmente. 

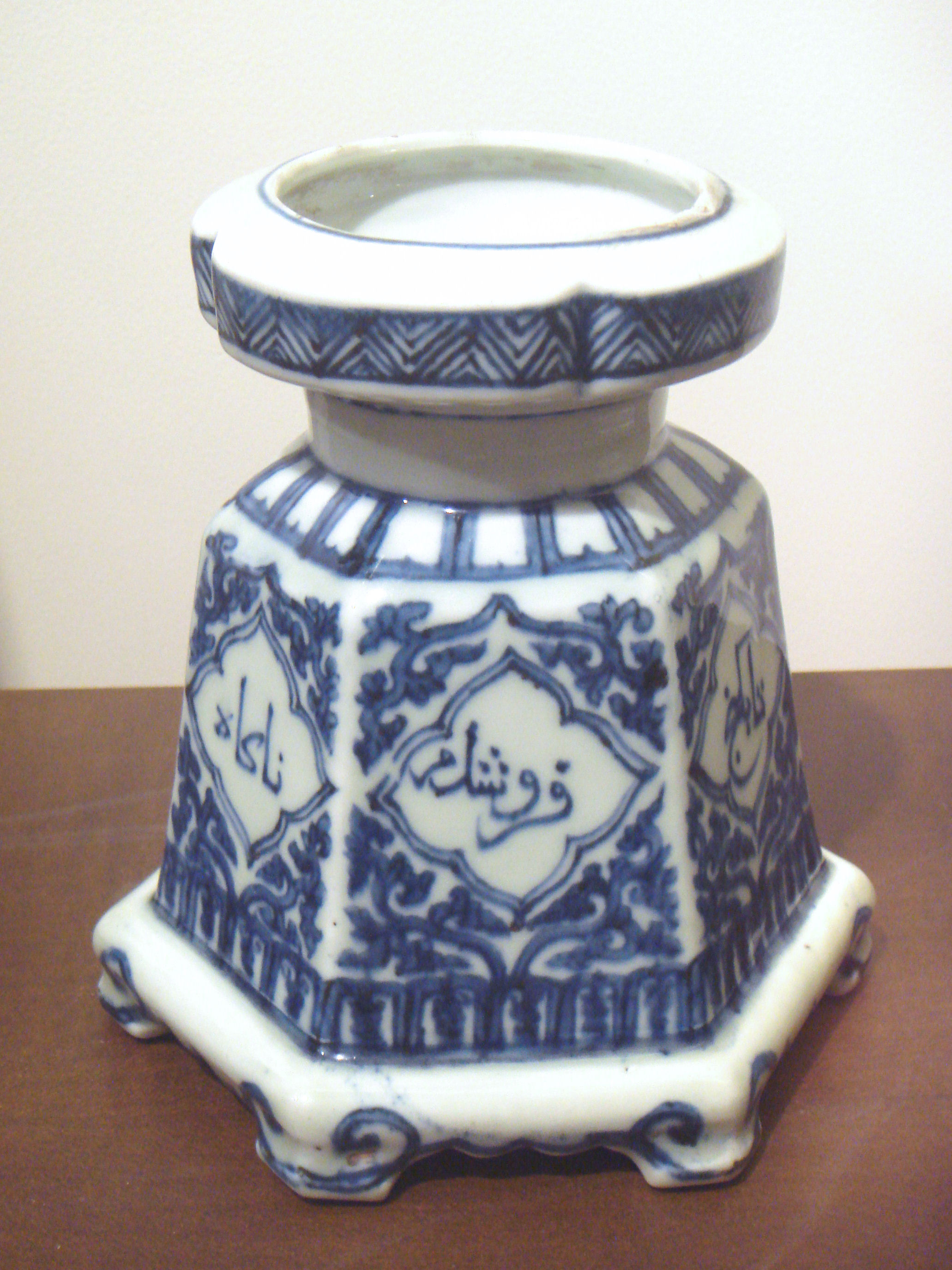
Tarro azul y blanco con caracteres persas, de la época del emperador Zhengde (1506-1521) de la dinastía Ming.
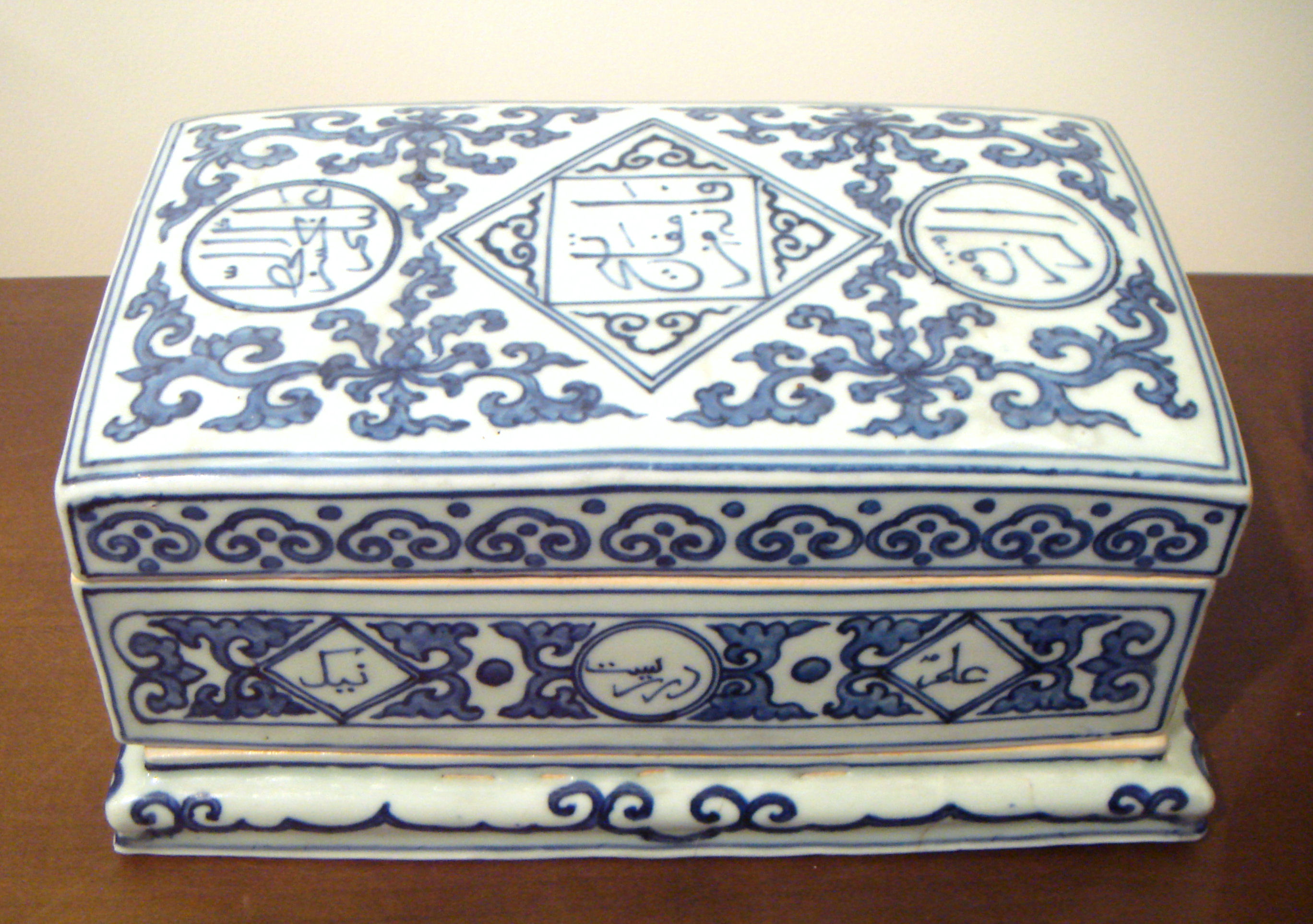
Caja de porcelana azul y blanco, con inscripciones arábigas y persas, Zhengde (1506-1521).
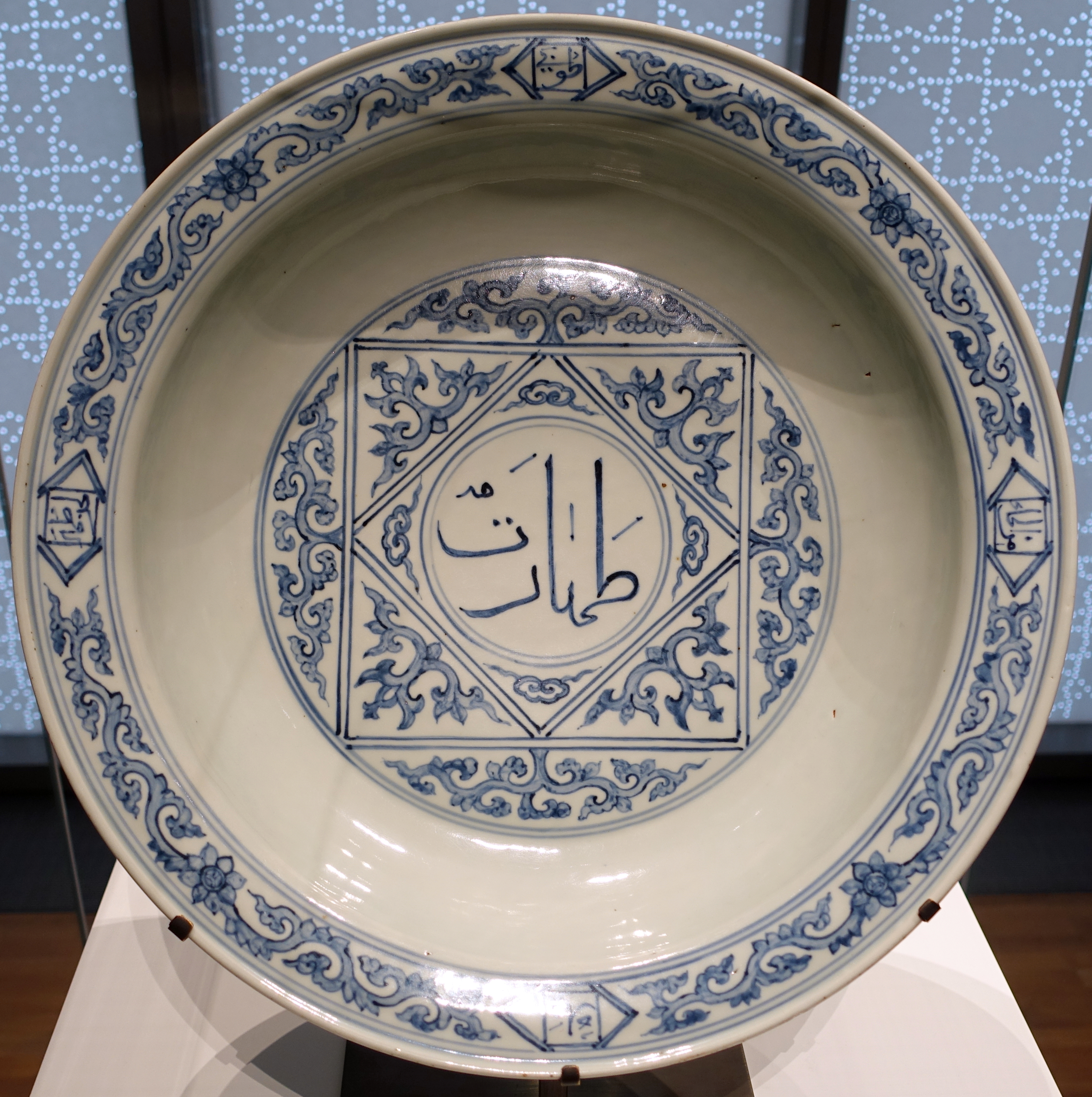
Cuenco de abluciones con la palabra Taharat (limpieza) en caligrafía Thuluth, emperador Zhengde (1506-1521) de la dinastía Ming.
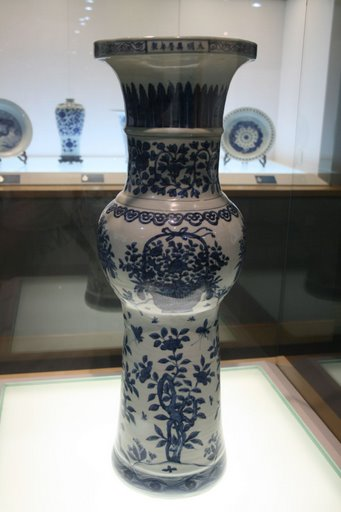
Jarro azul y blanco, emperador Wanli (1573-1620) de la dinastía Ming.
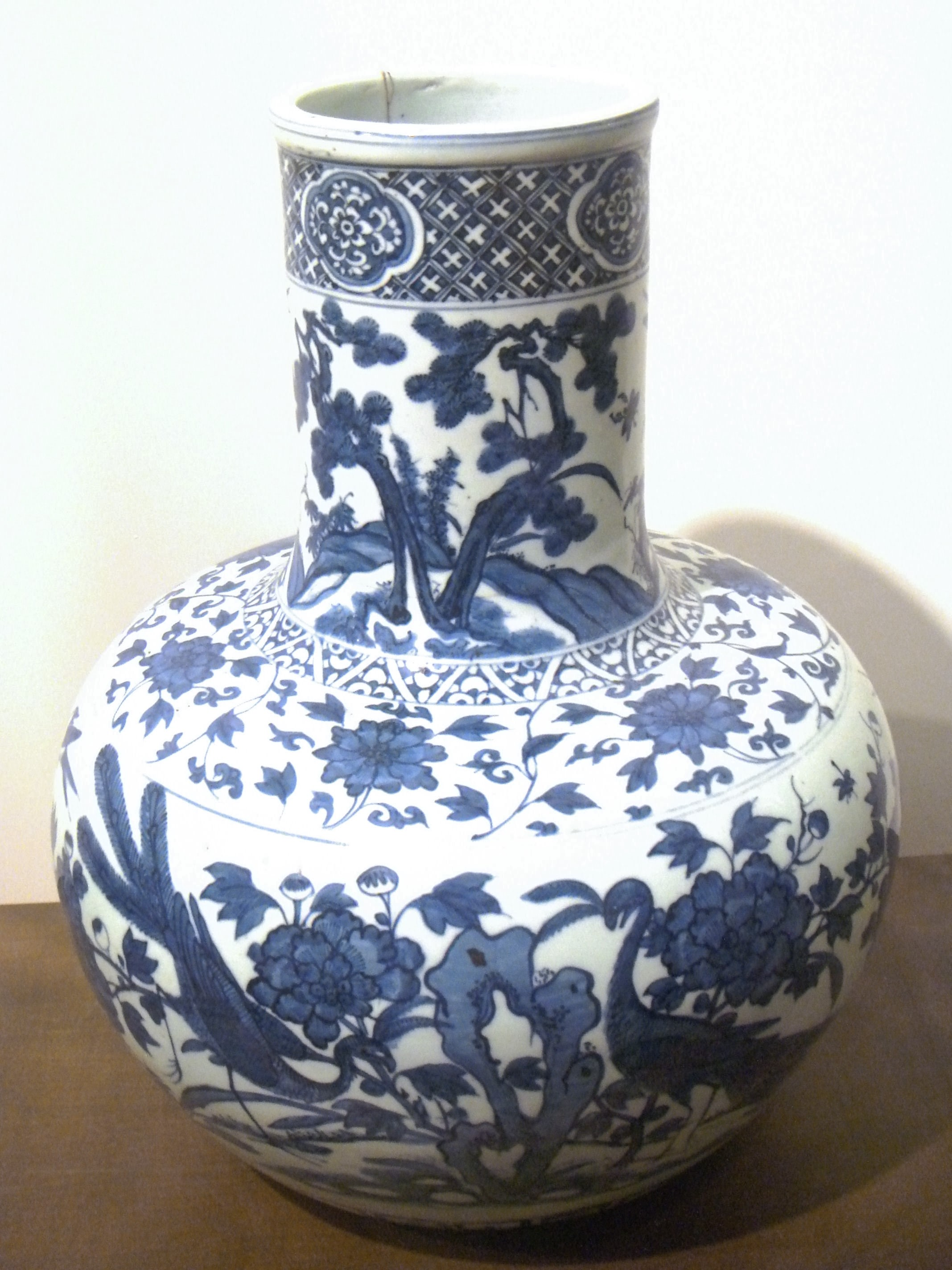
Jarra azul y blanca, del emperador Wanli (1573-1620) Ming.

### sigloXVII
Durante el siglo XVII, se realizaron numerosas piezas en azul y blanco como porcelana china de exportación a los mercados europeos. El estilo de la porcelana de transición, principalmente en azul y blanco amplió mucho el rango de imaginería usada, cogiendo escenas de la literatura, grupos de figuras y amplios paisajes, a menudo tomando préstamos de la pintura china e ilustraciones de libros impresos en madera. Escenas y símbolos europeos coexistieron con escenas chinas para estos objetos. En la década de los años 1640, las rebeliones en China y las guerras entre la dinastía Ming y los manchúes dañaron muchos hornos, y en 1656–1684 el nuevo gobierno de la dinastía Qing detuvo el comercio cerrando sus puertos. Las exportaciones chinas casi cesaron y otras fuentes se necesitaban para satisfacer la continua demanda euroasiática por el «azul y blanco». En Japón, los alfareros refugiados chinos fueron capaces de introducir refinadas técnicas de porcelana y cubiertas de esmalte a los hornos de Arita. 
Desde 1658, la Compañía Holandesa de las Indias Orientales miraron hacia Japón para porcelana azul y blanca para vender en Europa. Inicialmente, los hornos de Arita como el horno de Kakiemon no podían aún proporcionar suficiente porcelana de calidad para la Compañía Holandesa de las Indias Orientales, pero ellos rápidamente extendieron su capacidad. Desde 1659–1740, los hornos de Arita fueron capaces de exportar numerosas cantidades de porcelana a Europa y Asia. Gradualmente los hornos chinos se recuperaron, y alrededor de 1740 el primer período de porcelana de exportación japonesa había ya cesado. Desde alrededor de 1640 la cerámica de Delft holandesa también se convirtió en competidor, usando estilos francamente imitativos de la decoración asiática oriental.

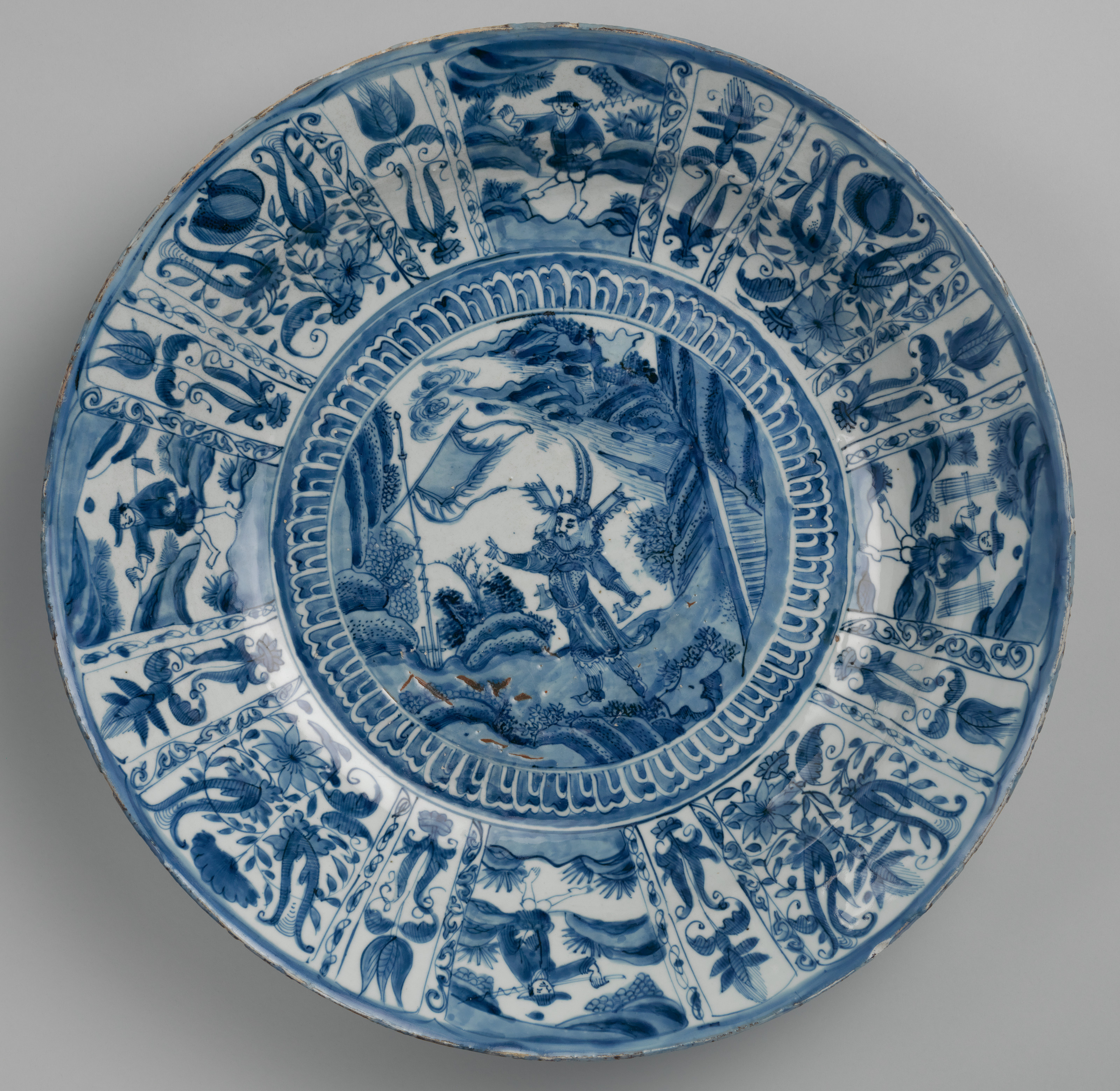
Plato de porcelana kraak de Jingdezhen de forma típica. Ancho: 47,3 cm.
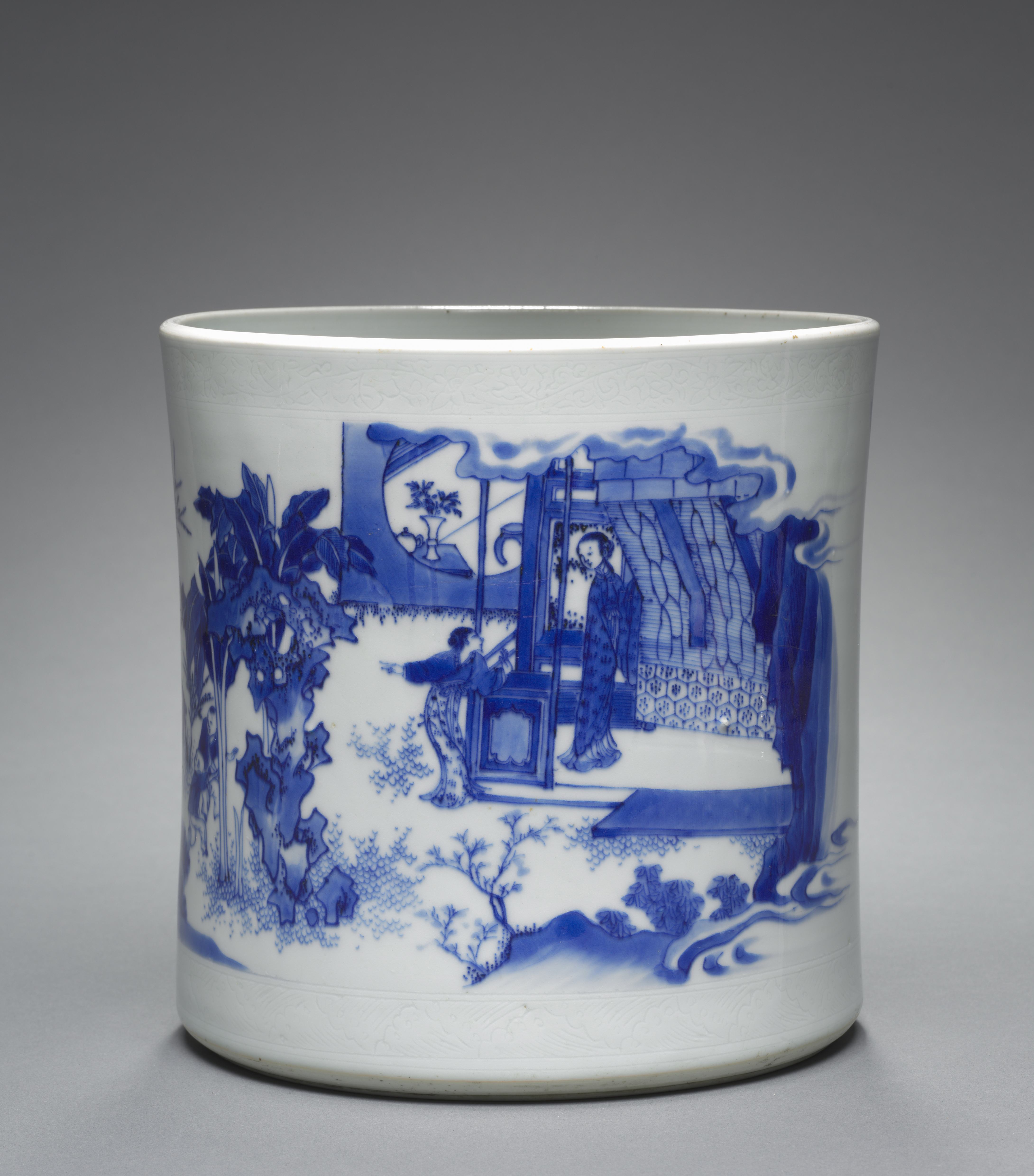
Cuenco para lavar pinceles porcelana de transición con un episodio de la historia de Sima Guang
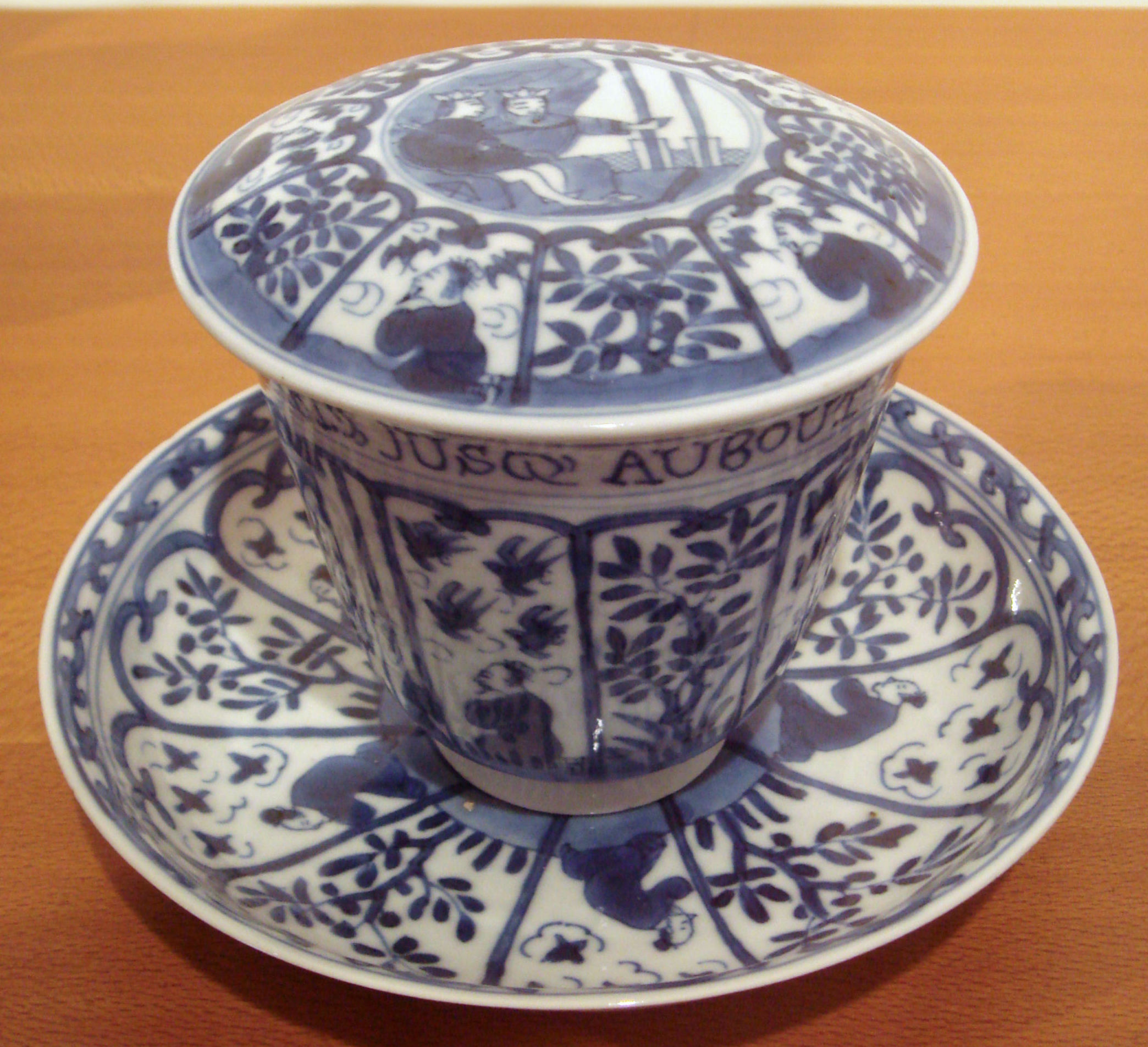
Porcelana de exportación azul y blanca, época Kangxi Qing, (1690-1700).
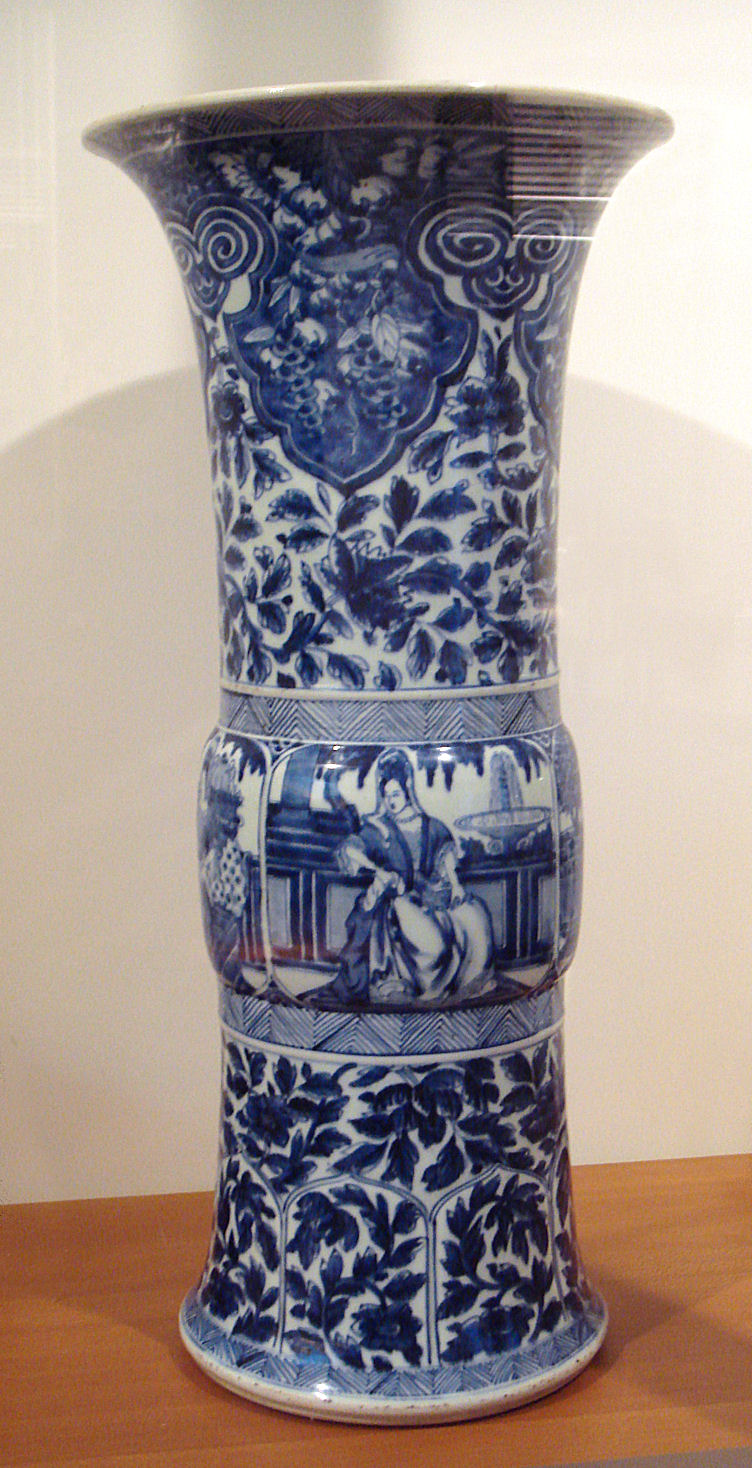
Jarro de porcelana de exportación con escena europea, época Kangxi, (1690-1700).
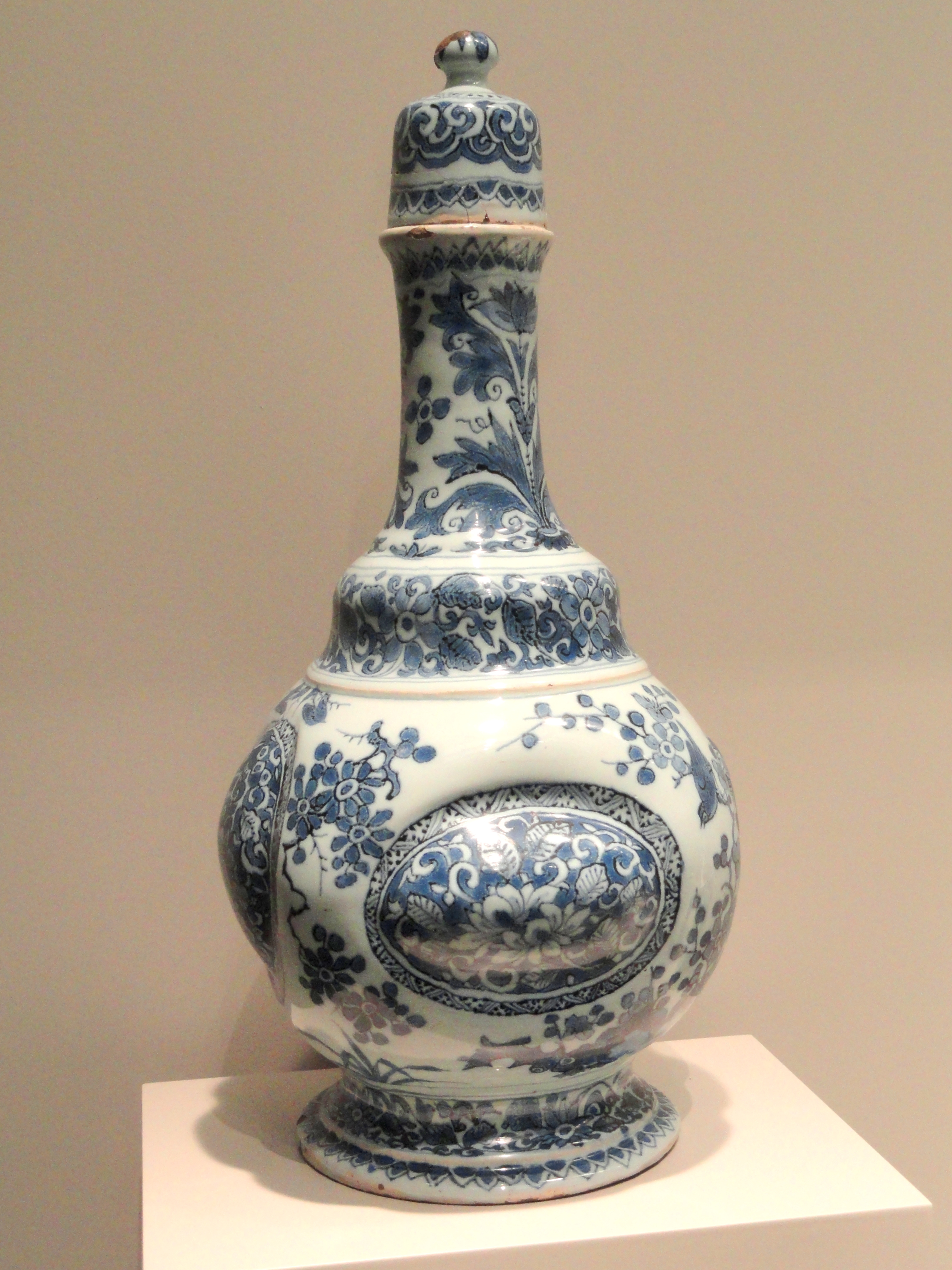
Botella de cerámica de Delft, h. 1675, loza esmaltada en estaño

### sigloXVIII
En el siglo XVIII se siguió produciendo porcelana para exportar para los mercados europeos. Parcialmente como un resultado de la obra de Francois Xavier d'Entrecolles sin embargo, un ejemplo temprano de espía industrial en que los detalles de la manufactura de porcelana china fueron transmitidos a Europa, exportaciones chinas de porcelana pronto disminuyó considerablemente, especialmente a finales del reinado del emperador Qianlong.
Aunque la decoración polícroma en esmaltes sobre cubierta estaba entonces perfeccionada, en la famille rose y otras paletas, cerámicas de azul y blanco de alta calidad para la corte y mercados domésticos de la élite siguieron produciéndose en Jingdezhen.

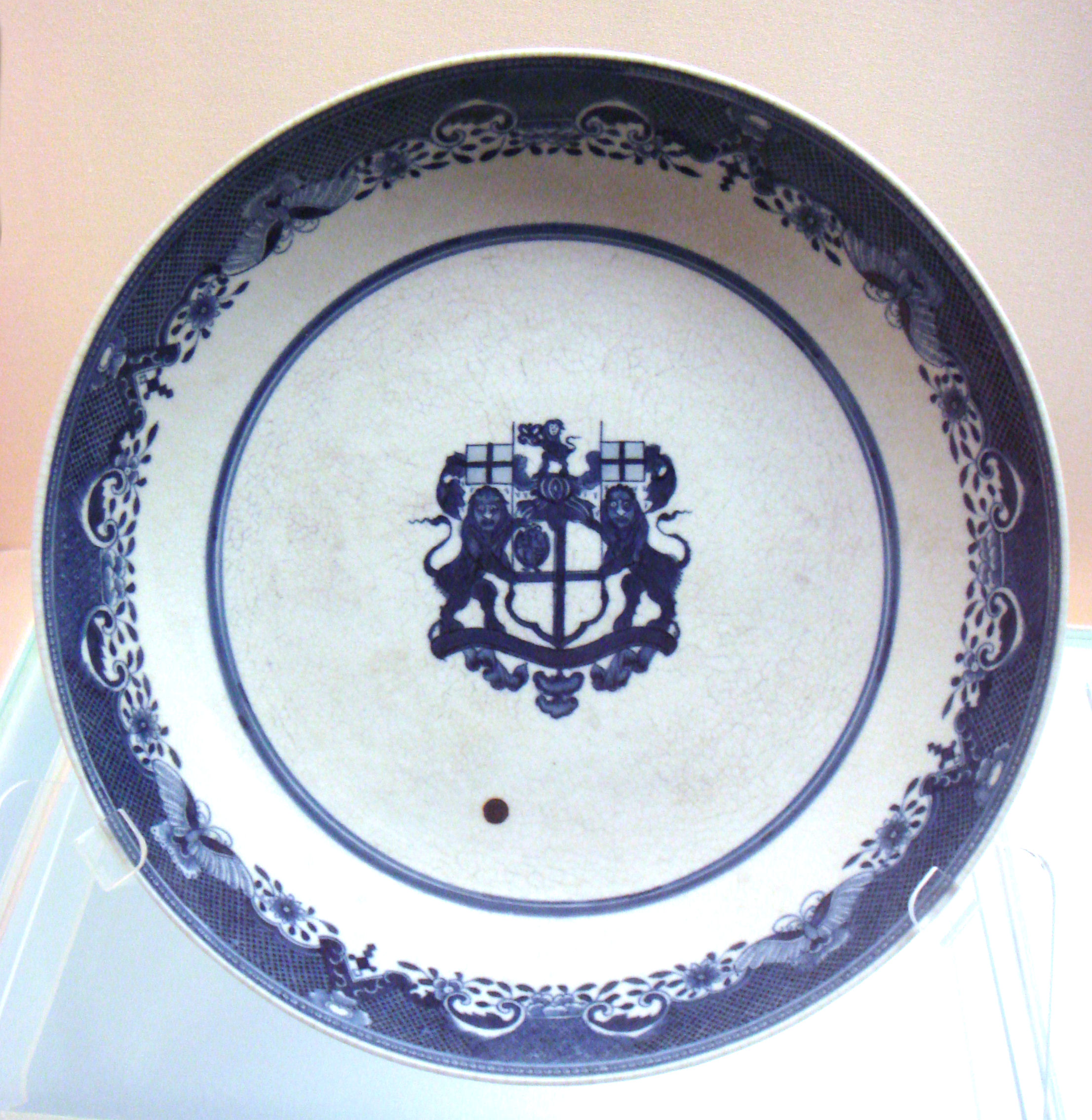
Plato de exportación azul y blanco, Jingdezhen, Qianlong (1736-1795) Qing .
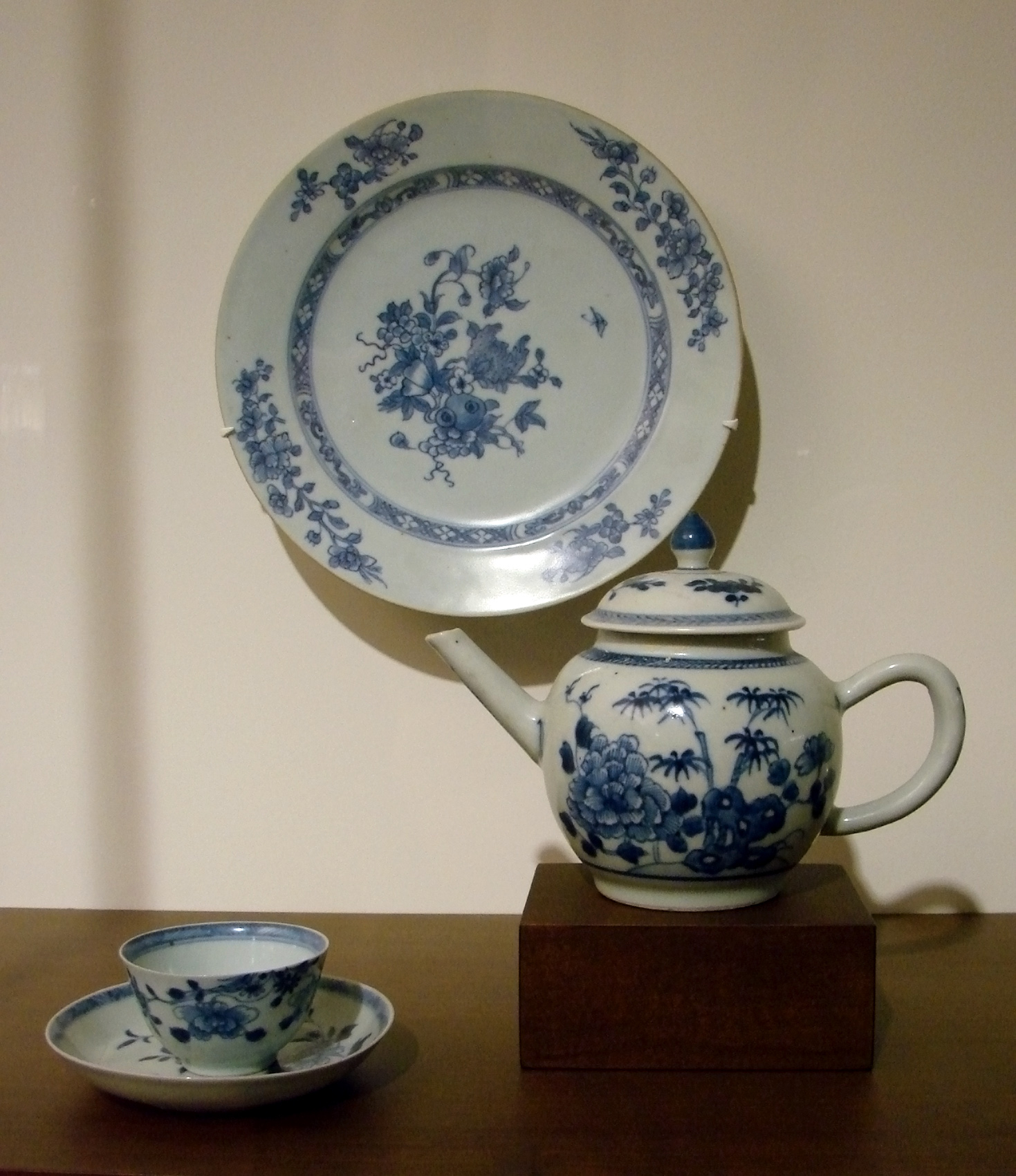
Porcelana china de exportación azul y blanca (siglo XVIII).
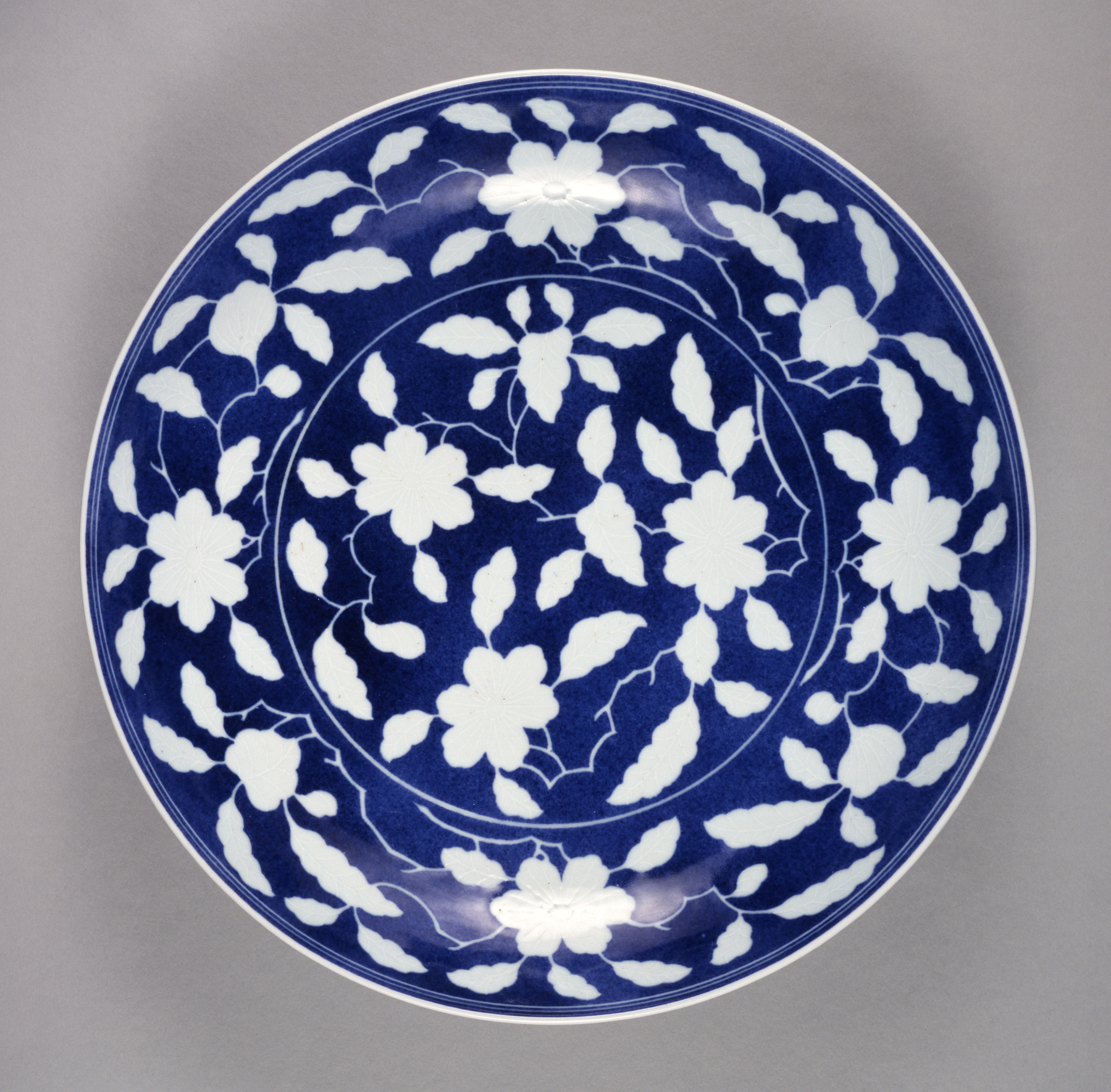
Plato de alta calidad, reinado Yongzheng, (1722-1735)
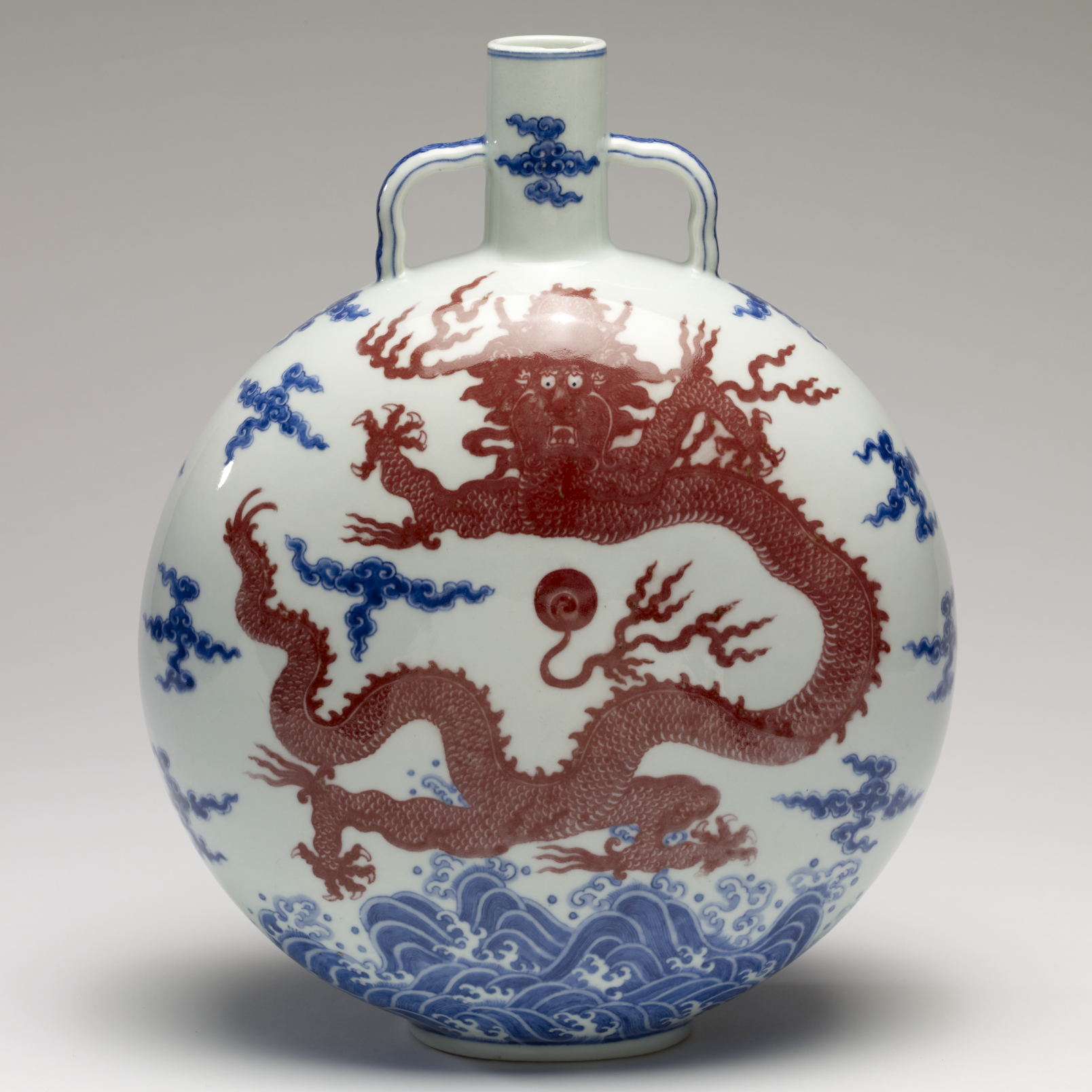
Termo con esmalte bajo cubierta azul y rojo, una técnica difícil, reinado Qianlong, 1736-1795

## Fuera de China

### Cerámica islámica
Cerámica azul y blanca china se convirtió extremadamente popular en Oriente Medio desde el siglo XIV, donde coexistieron tanto tipos chinos como islámicos.

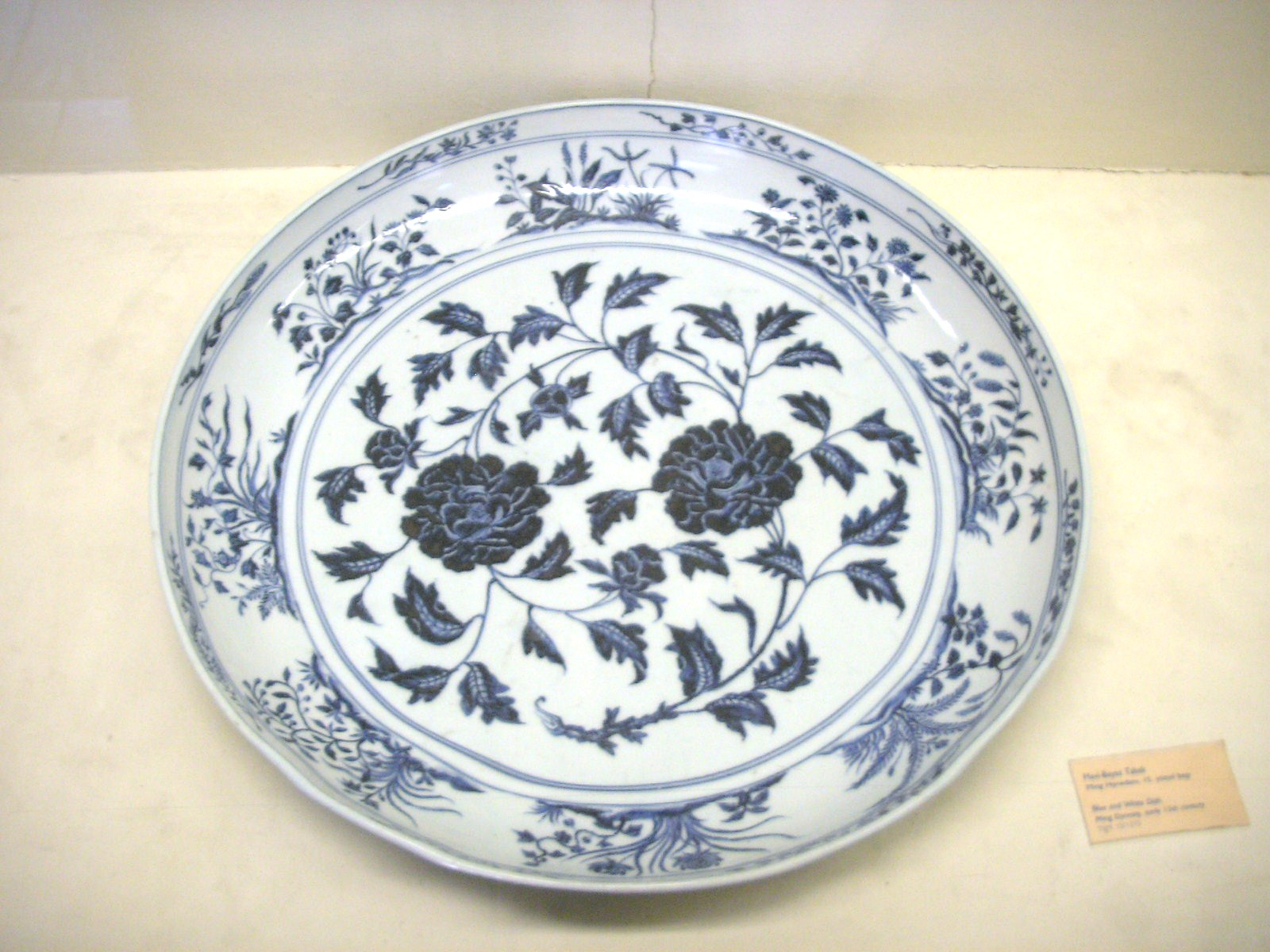
Plato azul y blanco de la dinastía Ming, siglo XVI (Museo de Topkapi, Estambul)

Desde el siglo XIII, diseños pictóricos chinos, como grullas voladoras, dragones y flores de loto también empezaron a aparecer en las producciones cerámicas de Oriente Próximo, especialmente en Siria y Egipto.
La porcelana china de los siglos XIV y XV fue transmitido a Oriente Medio y Oriente Próximo, y especialmente al imperio otomano bien a través del regalo o como botín de guerra. Los diseños chinos fueron muy influidos con las manufacturas de cerámica en Iznik, Turquía. El diseño de «uva» Ming en particular fue altamente popular y fue ampliamente reproducida bajo el imperio otomano.

### Japón
Los japoneses fueron tempranos admiradores de azul y blanco chino y, a pesar de las dificultades de obtener cobalto (procedente de Irán a través de China), pronto produjeron sus propias cerámicas azul y blancas, usualmente en porcelana japonesa, que comenzó a producirse alrededor del año 1600. Como un grupo, se les llama sometsuke (染付). Mucha de esta producción está cubierta con el término regional vago cerámica de Arita, pero algunos hornos, como la cerámica Hirado de alta calidad, especializada en azul y blanco, e hizo poco más. Una alta proporción de cerámicas de alrededor de 1660-1740 fue porcelana japonesa de exportación, principalmente para Europa.  
El horno más exclusivo, que hacía cerámica Nabeshima para regalos políticos más que para comerciar, hizo mucha porcelana solo con azul, pero también usó intensamente el azul en sus cerámicas polícromas, donde la decoración de los lados de los platos es típicamente solo en azul. La porcelana de Hasami y la de Tobe son cerámicas más populares usando el azul y el blanco.

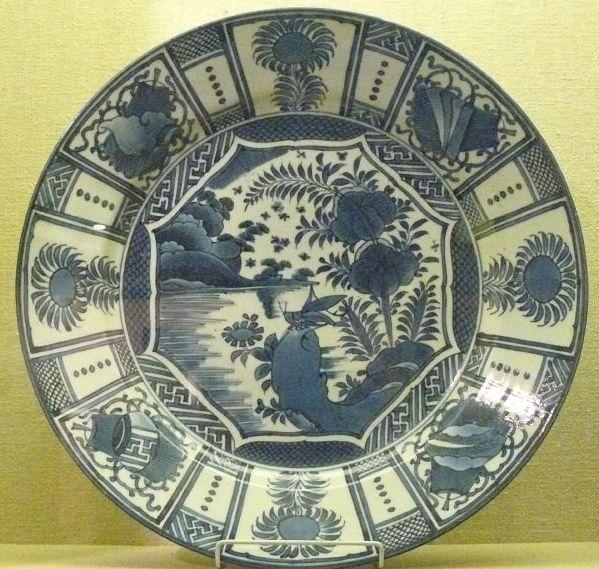
Gran plato cerámica de Arita, h. 1680, imitando la porcelana kraak de exportación china.
Jarra de porcelana de cerámica de Arita en azul y blanco bajo cubierta con cubierta de plata holandesa de 1690
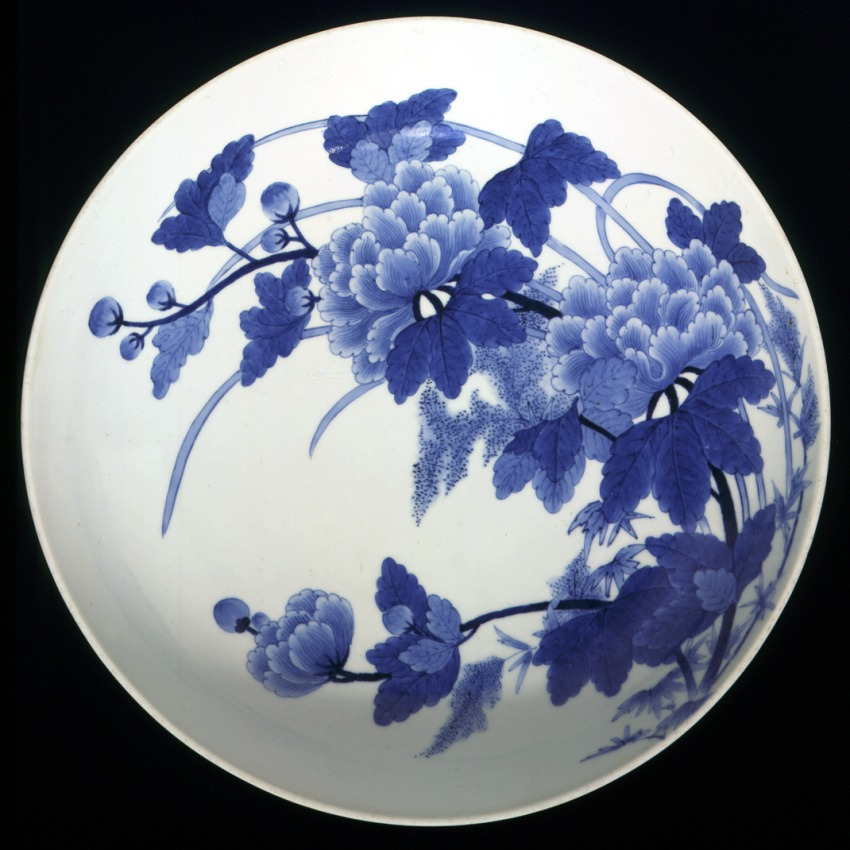
Bol de cerámica de Nabeshima, época Kyōhō, 1716-1736
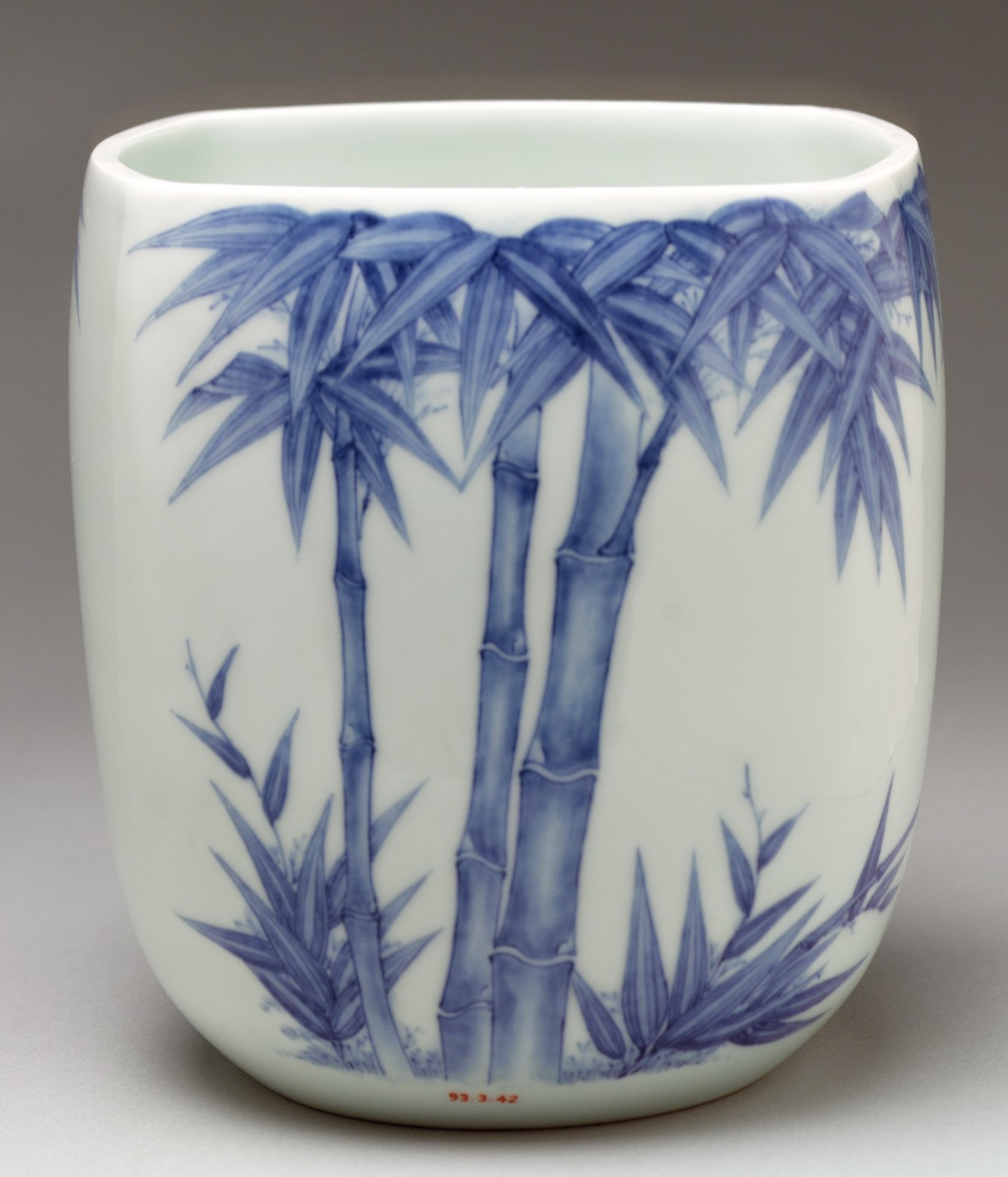
Jarra de agua (para la ceremonia del te), cerámica de Hirado japonesa, con bambú, primera mitad del siglo XVIII

### Corea
Los coreanos empezaron a producir porcelana azul y blanca a principios del siglo XV, con la decoración influida por estilos chinos. Más tarde se hizo también algo de gres azul y blanco. La producción histórica por lo tanto toda cae bajo la dinastía Joseon, 1392–1897. En jarros, los típicos hombros anchos de las formas preferidas en Corea permitieron una pintura expansiva. Ramas florecidas y dragones estuvieron entre los temas populares.

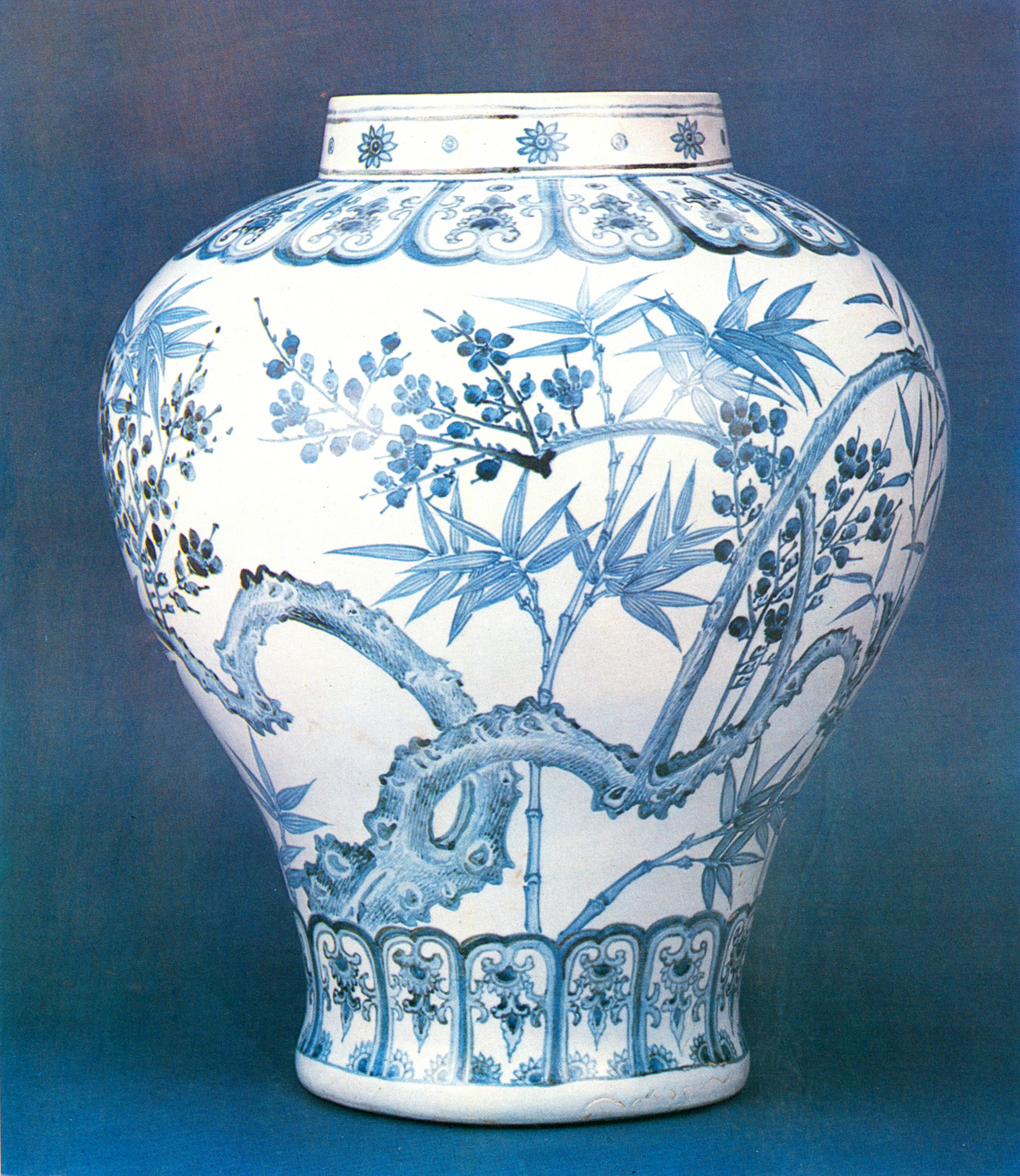
Jarro de mediados del siglo XV, Tesoro Nacional n.º 219
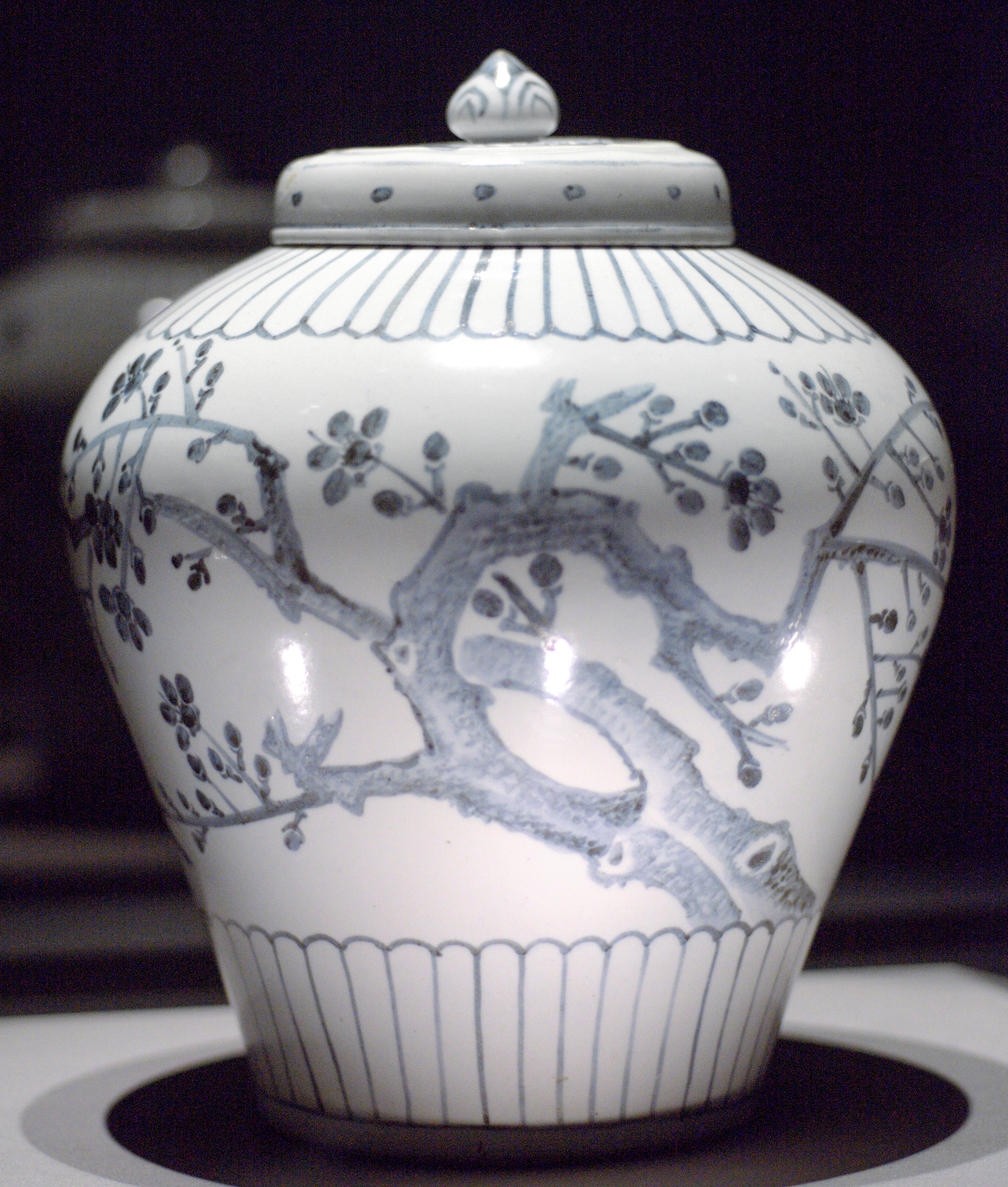
Olla con tapa con flor de ciruelo, Tesoro Nacional
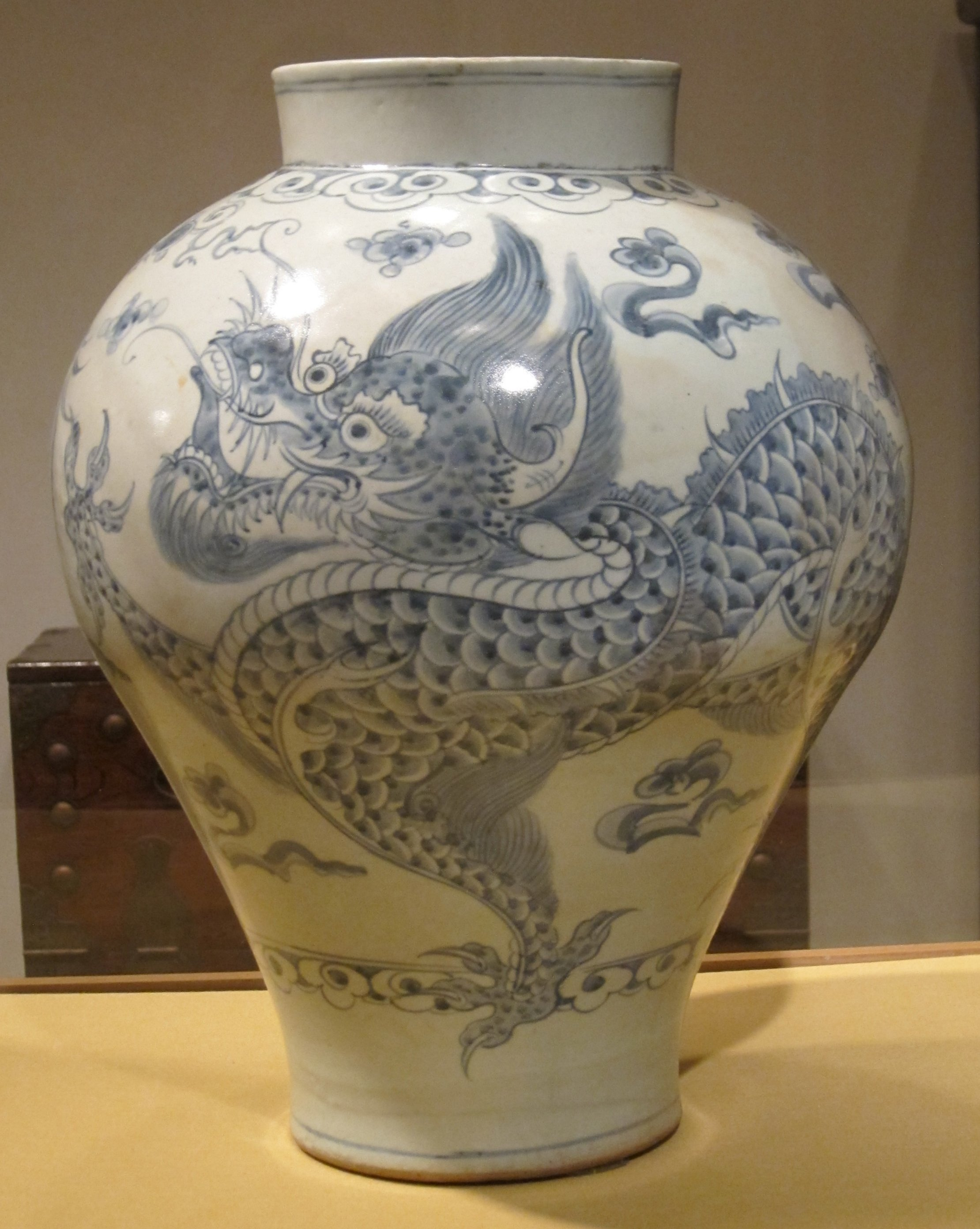
Tarro de dragón del siglo XVIII
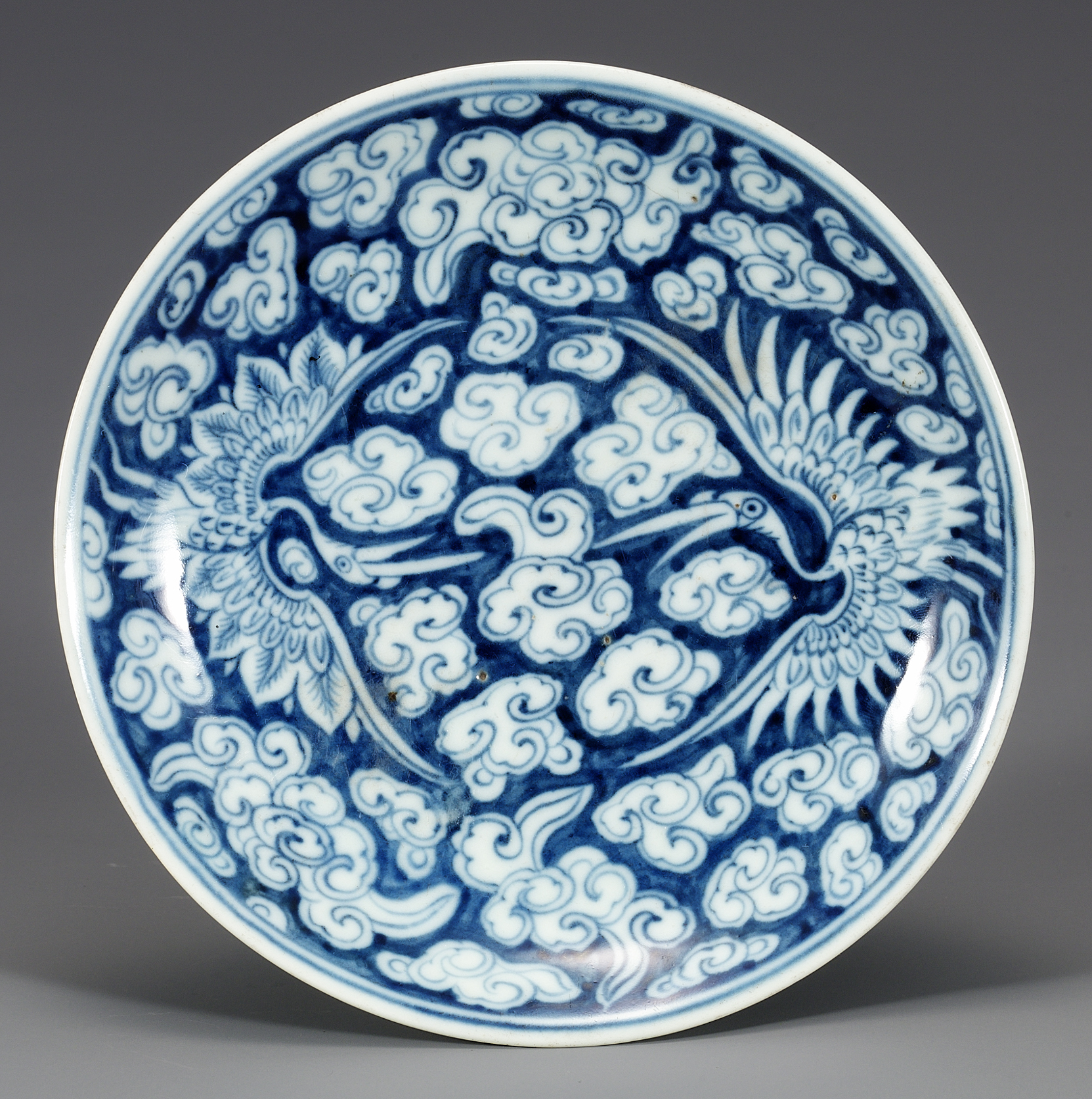
Plato de porcelana con diseño de nube y grulla
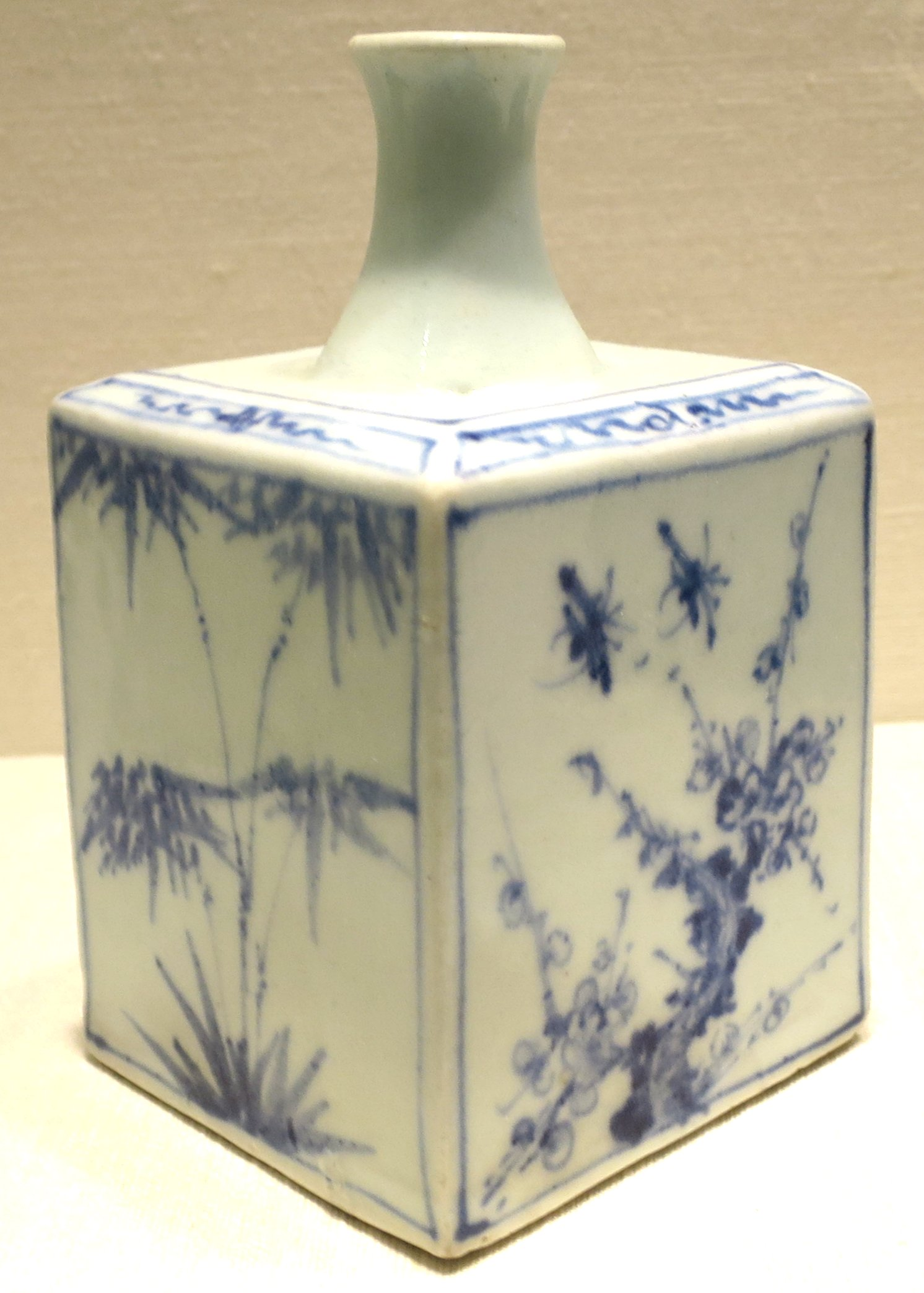
Botella de vino, siglo XVII

### Europa

#### Influencias tempranas

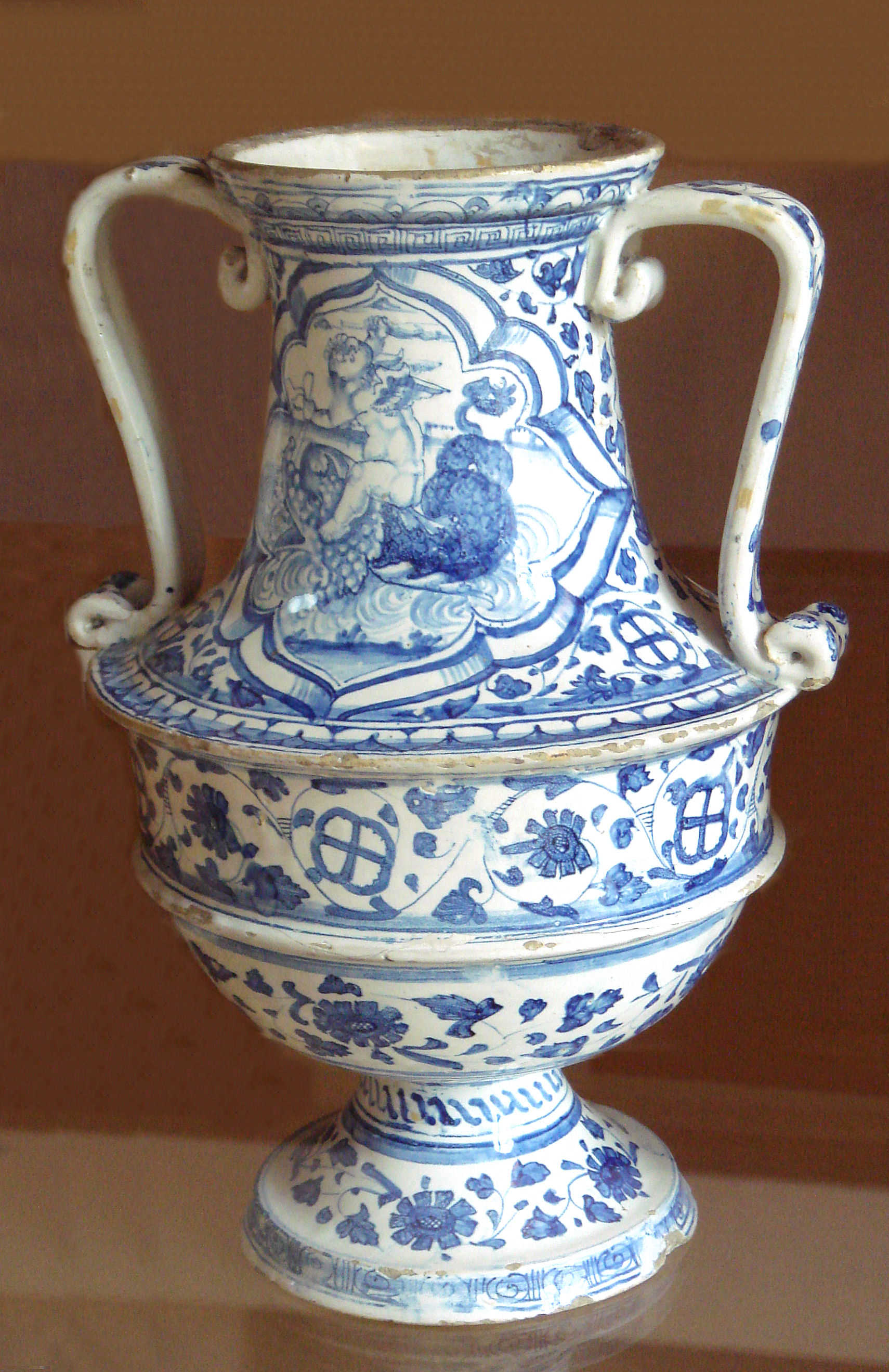
Jarro alla porcelana, Cafaggiolo, Italia, 1520.

La cerámica china azul y blanca fue copiada en Europa desde el siglo XVI, con la técnica azul y blanca de mayólica llamada alla porcelana.Pronto después de los primeros experimentos en reproducir el material de la porcelana azul y blanca china se hicieron con la porcelana Medici. Estas tempranas obras parecen haber mezclado influencias de la cerámica azul y banca tanto islámica como china.

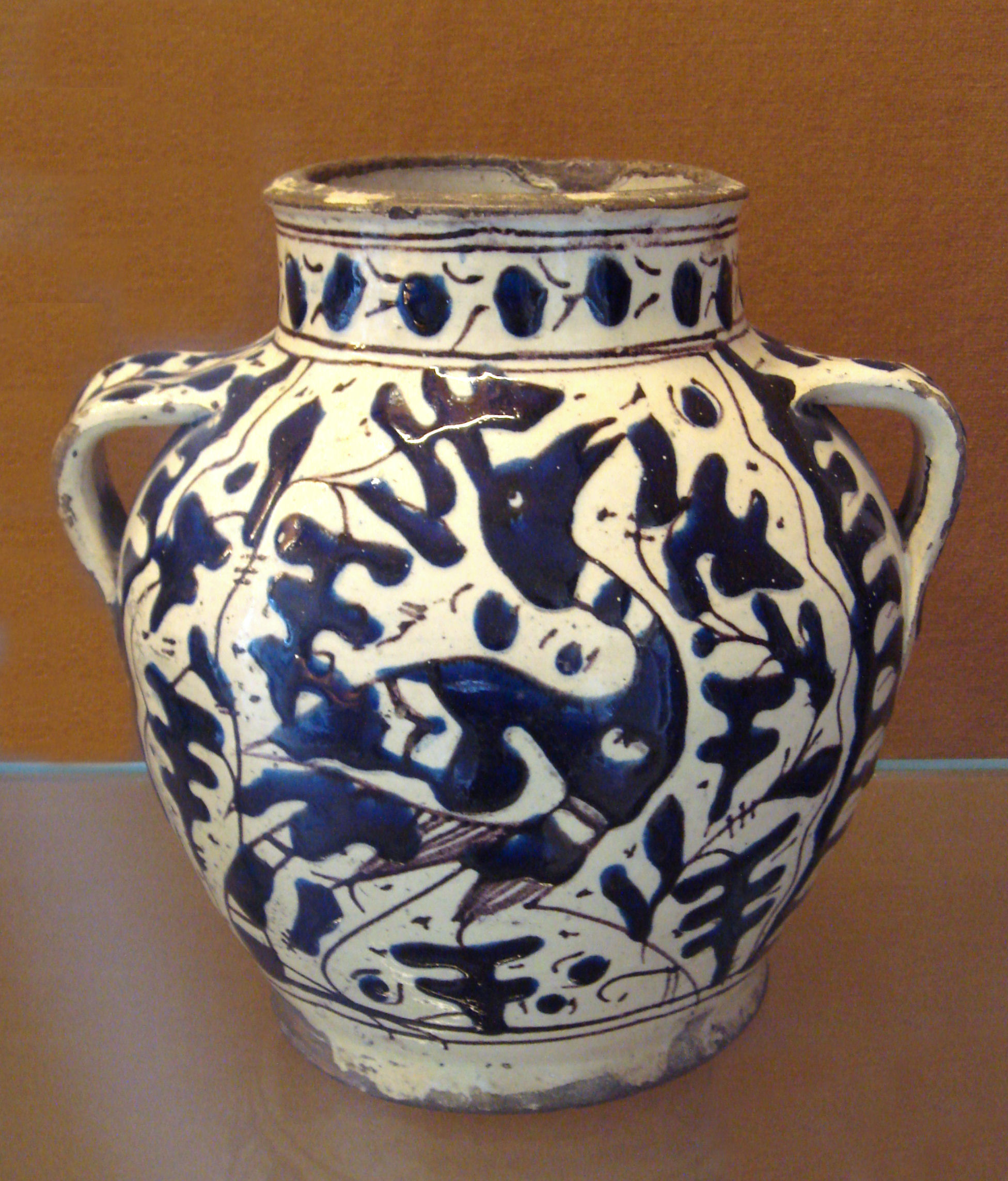
Jarro en relieve azul, Florencia, segunda mitad del siglo XV.
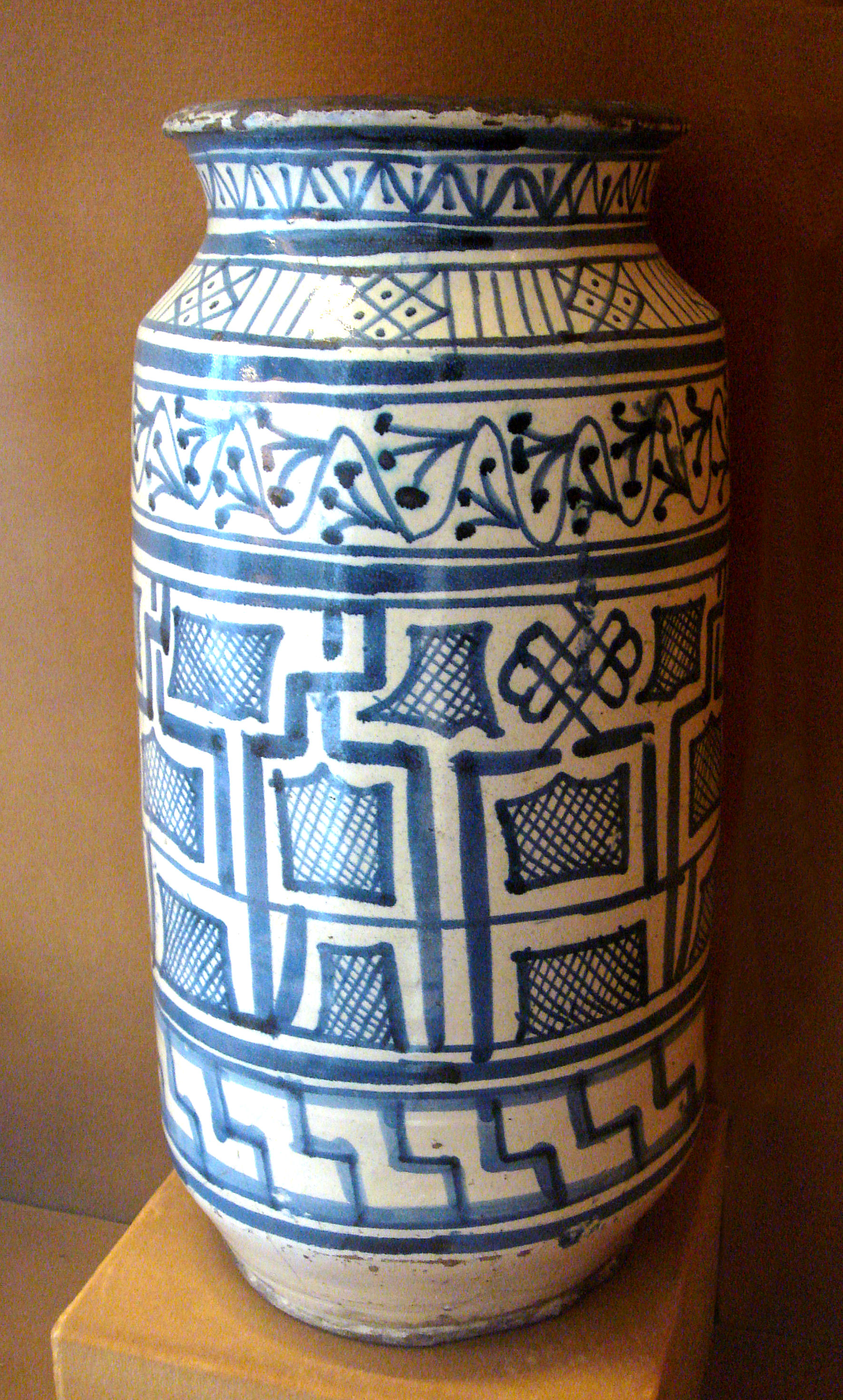
Mayólica albarello azul y blanca con diseños pseudocúficos, Toscana, segunda mitad del siglo XV.

#### Directa imitación de los chinos

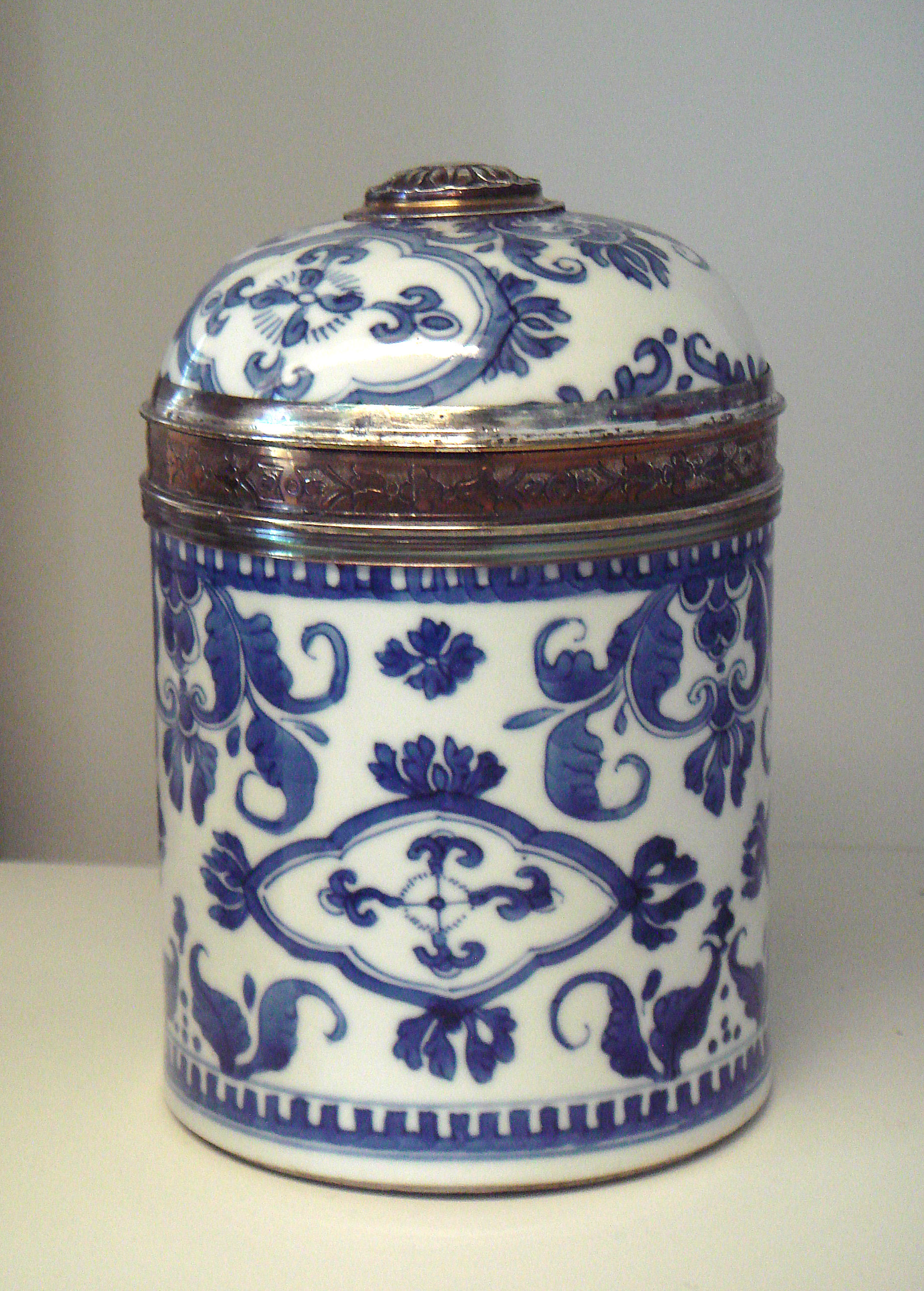
Porcelana de la época Kangxi con montura de plata francesa, 1717-1722

A comienzos del siglo XVII la porcelana china azul y blanca se exportaba directamente a Europa. En los siglos XVII y XVIII, la porcelana azul y blanca oriental era muy apreciada en Europa y América y a veces realzada por finas monturas de plata y oro, fue coleccionada por reyes y príncipes.

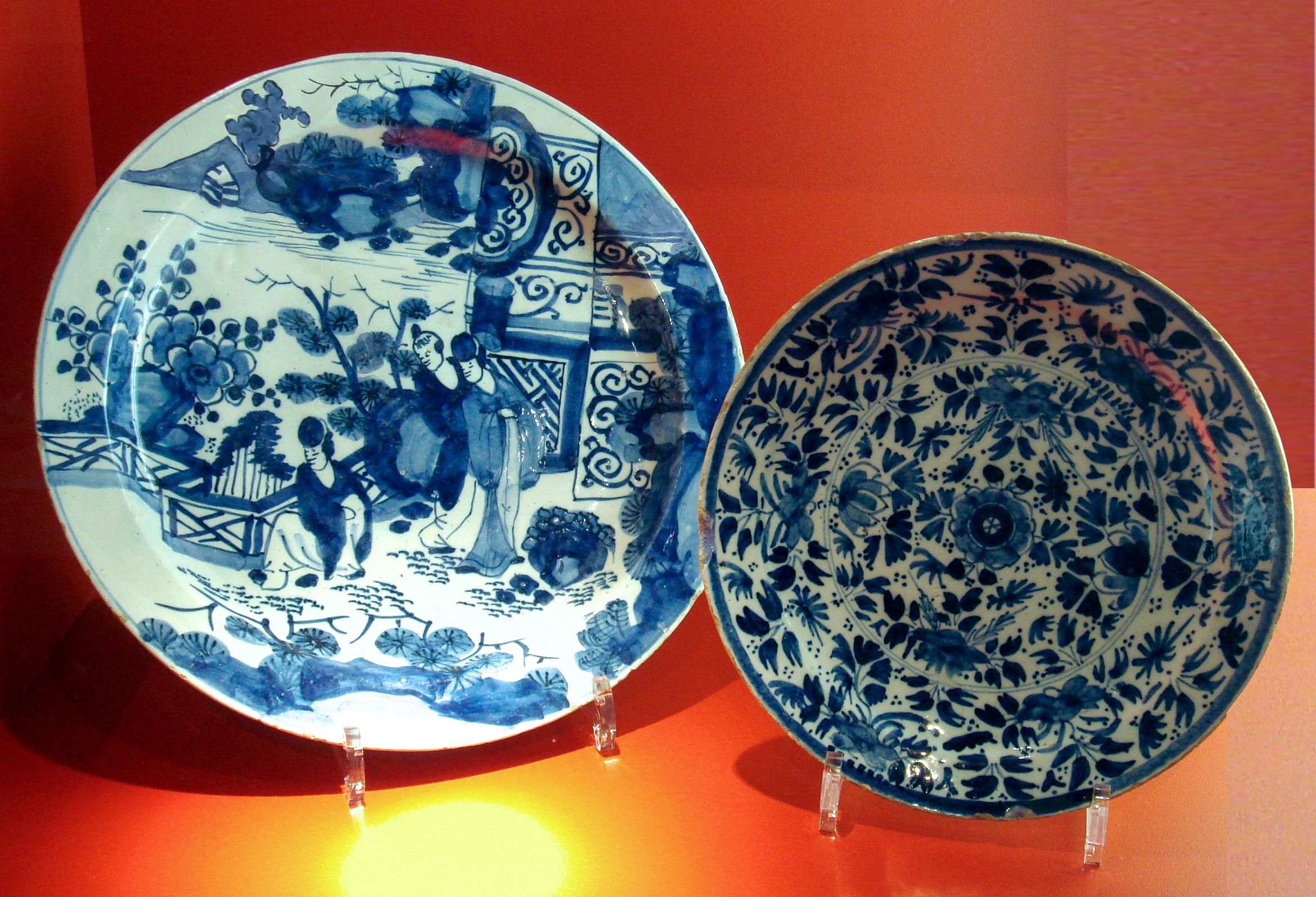
Cerámica de Delft holandesa representando escenas holandesas,. Museo Ernest Cognacq.

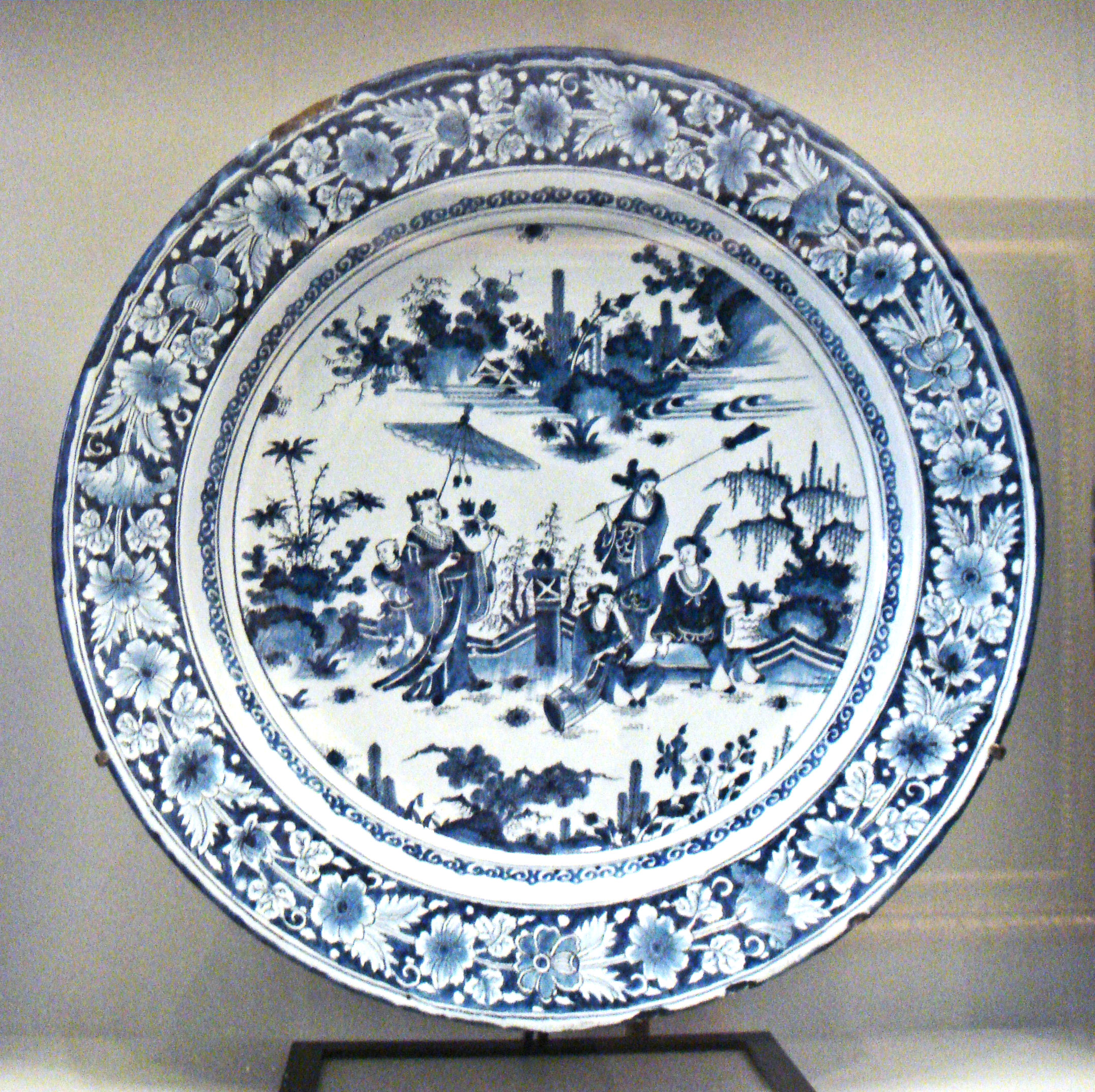
Mayólica azul y blanca con la escena china, manufactura de Nevers, Francia, 1680-1700.

La manufactura europea de porcelana empezó en Meissen en Alemania en 1707. Los secretos detallados de la técnica de porcelana de pasta dura china fueron transmitidos a Europa a través de los esfuerzos del padre jesuita Francois Xavier d'Entrecolles entre 1712 y 1722.
Las primeras cerámicas se vieron muy influidas por los chinos y otras porcelanas orientales y un patrón temprano era cebolla azul, que aún se produce hoy en la fábrica de Meissen. La primera fase de la porcelana francesa fue también fuertemente influida por los diseños chinos. 
La antigua porcelana inglesa también se vio influida por las cerámicas chinas y cuando, por ejemplo, la producción de porcelana comenzó en Worcester, cerca de cuarenta años después de Meissen, las cerámicas azules y blancas orientales proporcionaron la inspiración para gran parte de la decoración usada. Cerámicas pintadas a mano y transferencia impresa se hicieron en Worcester y en otras fábricas antiguas inglesas en un estilo conocido como Chinoiserie. La porcelana de Chelsea y la de Bow en Londres y porcelana de Lowestoft en East Anglia hicieron un uso especialmente intenso del azul y blanco. Para la década de los años 1770 el jasperware de Wedgwood, en gres de bizcocho y usando aún óxido de cobalto, encontró un nuevo enfoque a cerámica azul y blanca, y sigue siendo hoy popular. 
Muchas otras fábricas europeas siguieron esta tendencia. En Delft, los Países Bajos la cerámica azul y blanco tomaban sus diseños de las porcelanas de exportación chinas hechas para el mercado holandés se hicieron masivamente a lo largo del siglo XVII. La cerámica de Delft azul y blanca fue en sí misma ampliamente copiada por factorías en otros países europeos, incluyendo Inglaterra, donde se conoce como cerámica de Delft inglesa.

#### Patrones

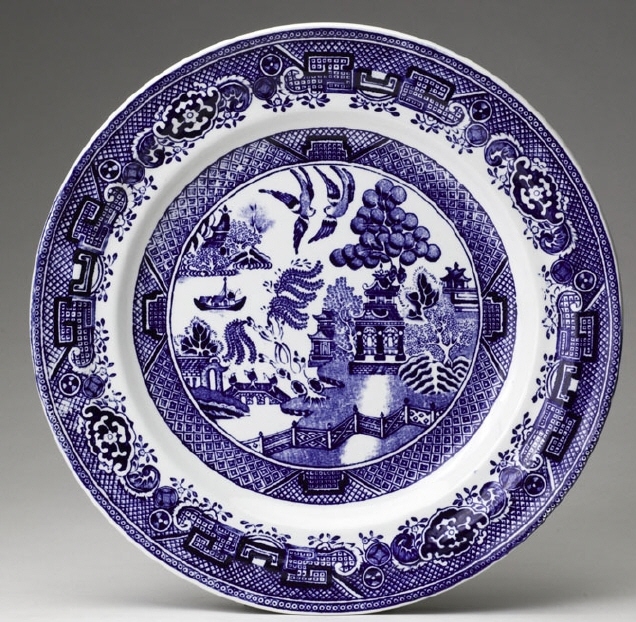
Un plato con patrón de sauce (willow pattern)

Los platos decorados, usando transferencia impresa, con el famoso patrón de sauce se realizaba en Royal Stafford; una fábrica en el condado inglés de Staffordshire. Tal es la persistencia de esta pauta de sauce que impide datar con precisión estas piezas; puede ser reciente, pero platos similares se han producido en factorías inglesas en grandes números durante períodos largos y aún se hacen a día de hoy. El patrón sauce, que se dice que cuenta la triste historia de una pareja de amantes malhadados, fue un diseño totalmente europeo, aunque uno que fue muy influido en el diseño por los rasgos de diseño que se tomaron prestados de la porcelana china de exportación del siglo XVIII. El patrón de sauce era, a su vez, copiado por alfareros chinos, pero con la decoración pintada a mano más que impresa.